# تاريخ بحري

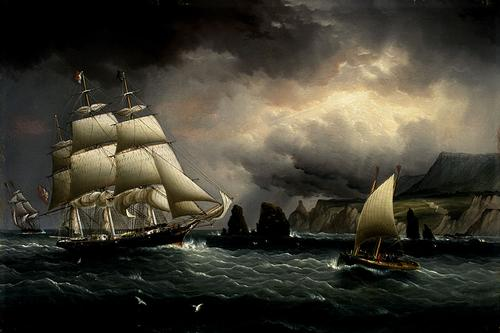
السفينة الشراعية السريعة "السحاب الطائر" بالقرب من صخور "زيودز" في جزيرة وايت، قرابة السواحل الجنوبية الإنجليزية. رسم جيمس إدوارد باترزورث (James E. Buttersworth)

التاريخ البحري هو الدراسة التي تُعنى بالنشاط الإنساني في البحار، حيث يغطي موضوعًا واسع النطاق من التاريخ وغالبًا ما يسلُك نهجًا عالميًا، على الرغم من أن التاريخ الوطني والإقليمي لا يزال هو الغالب، وبوصفه مادةٍ أكاديمية، فإنه يتجاوز حدود التخصصات التقليدية، حيث يقوم بالتركيز على فهم العلاقات البشرية المختلفة التي تربط الإنسان بالمحيطات، والبحار، والمعابر المائية الرئيسية في العالم، ويقوم التاريخ الملاحي بتدوين أحداث الماضي وتفسيرها بما في ذلك السفن، والشحن البحري، والمِلاحة، والبَحّارة.
يعد التاريخ البحري موضوعًا واسعًا وشاملاً يتضمن صيد السمك، وصيد الحيتان، والقانون البحري الدولي، وتاريخ البحرية، وتاريخ السفن وتصميمها، وبناء السفن، وتاريخ الملاحة، وتاريخ العلوم البحرية المختلفة ذات الصلة (مثل علم البحار والمحيطات، وعلم الخرائط، وعلم وصف المياه، وما إلى ذلك)، بالإضافة إلى استكشاف البحار، والتجارة والاقتصاد البحري، والشحن البحري، والإبحار باليخوت، والمنتجعات، وتاريخ المنارات، ووسائل الملاحة، والموضوعات البحرية في الأدب والفن، والتاريخ الاجتماعي للبحارة والركاب والمجتمعات البحرية ذات الصلة.، وعادةً يتم النظر إلى الدراسات المتعلقة بالشحن البحري التجاري والقوات البحرية باعتبارهما مجالين منفصلين، كذلك عادةً ما يتم اعتبار الدراسات المتعلقة بالمعابر المائية الداخلية غير مناسبة للدراسة في إطار «التاريخ البحري».
ويُلقَّب المنهج السائد لكتابة التاريخ البحري بـ «حساب البرشام» (وهي مثبتات ميكانيكية) بسبب التركيز على التفاصيل الثانوية للسفن، غير أن العلماء المؤيدين للمنهج التعديلي يقومون بخلقِ اتجاهات جديدة في مجال دراسة التاريخ البحري، وتشمل هذه الاتجاهات الجديدة الاتجاه الذي ظهر بعد الثمانينيات بشأن دراسة مستخدمي السفن من البشر (وتتضمن علم الاجتماع، والجغرافيا الحضارية، ودراسات النوع، والدراسات السردية) ، وتضم هذه الاتجاهات أيضًا الاتجاه الذي ظهر بحلول القرن الحادي والعشرين بشأن اعتبار السفر عن طريق البحر جزءًا من التاريخ الأكبر لحركة النقل والمواصلات، وقد صدرت هذه النقلة عن الاتحاد الدولي لتاريخ النقل والمرور والتنقلات (T2M)

## العصور القديمة
لَعِبَ الإبحار بالمراكب الشراعية دورًا هامًا عبر التاريخ في تطور الحضارة، حيث أتاح للبشرية فرصًا أكثر للسفر غير الطرق البرية، سواء في التجارة، أو التنقل، أو الحروب، كما زاد من قدرتها على صيد الأسماك، وتم اكتشاف أول تصوير لسفينة شراعية مُبْحِرة مرسومًا على لوحة وُجِدَت في الكويت وترجع إلى أواخر الألفية الخامسة قبل الميلاد.
وفي التاريخ البحري القديم، يُفترَض أن أول أنواع القوارب هي قوارب الكانو المصنوعة من جذع الشجر والتي قام بتطويرها سكان العصر الحجري، وكانت يتم استخدامها لأغراض الصيد الساحلي والسفر، وكان السكان الأصليون في شمال غرب المحيط الهادئ بارعين للغاية في نحت الأخشاب، حيث اشتهروا بصناعة أعمدة الطوطم التي قد يصل طولها إلى 80 قدم (24 م)، كما قاموا أيضًا ببناء القوارب المصنوعة من جذوع الشجر والتي قد يتعدى طولها 60 قدم (18 م) للاستخدام اليومي وللأغراض الاحتفالية.

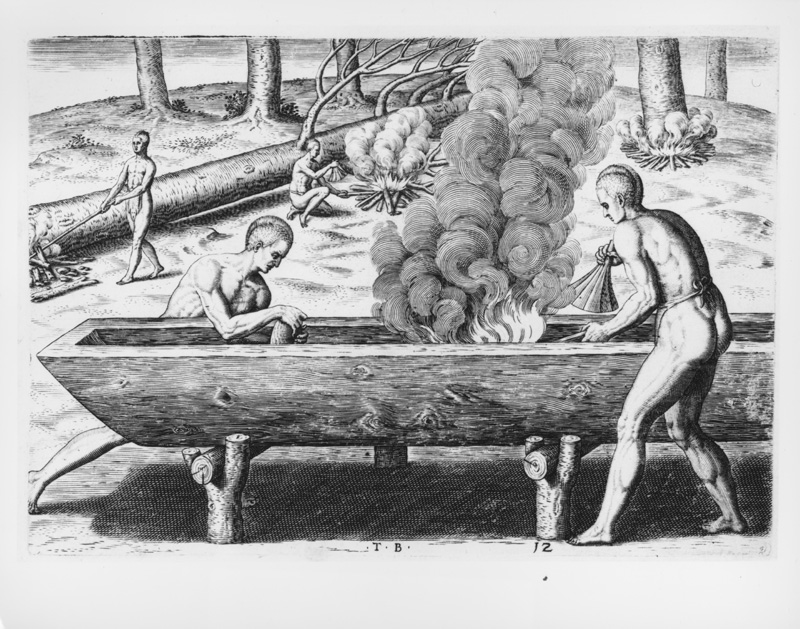
الأمريكيون الأصليون وهم يقومون ببناء قارب من جذوع الشجر، وهو أمرٌ اعتادوا القيام به لقرونٍ عدة

وقد يكون أول قارب صالح للإبحار تم تطويره منذ حوالي خمسة وأربعين ألف عامٍ مضت، وفقًا للافتراض الذي يوضح عملية التَّوَطُّنُ في أستراليا.
وكانت أول إشارة معروفة إلى منظمة مخصصة للسفن في الهند القديمة هي تلك التابعة للإمبراطورية الماورية منذ القرن الرابع قبل الميلاد، ويُعتقَد أن الملاحة كعلمٍ قد نشأت على ضفاف نهر السند منذ حوالي خمسة آلاف عامٍ مضى.[بحاجة لمصدر]
كما كان قدماء المصريين على درايةٍ بكيفية بناء المراكب الشراعية، ويخضع ذلك لعلوم الديناميكا الهوائية، ووفقًا لكلام المؤرخ اليوناني هيرودوت، فقد أرسل الملك نخاو الثاني حملةً استكشافية من الفينيقيين والتي أبحرت لمدة ثلاث سنوات من البحر الأحمر حول أفريقيا حتى مصب نهر النيل، ويُصدِّق بعضُ المؤرخين المعاصرين كلام هيرودوت بشأن هذه النقطة، على الرغم من أن هيرودوت نفسه لم يُصدِق أن الفينيقيين قد أنجزوا هذا العمل.
ويشير الاتصال عبر المحيطات قبل الكولومبي إلى التفاعل الافتراضي بين السكان الأمريكيين الأصليين وشعوب القارات الأخرى قبل وصول كريستوفر كولومبوس عام 1492، ولقد تم اقتراح العديد من هذه الأحداث في أوقاتٍ مختلفة استنادًا إلى التقارير التاريخية، والاكتشافات الأثرية، والمقارنات الثقافية.

## عصر الملاحة
وفي أوائل فترة الهند الحديثة وشبه الجزيرة العربية، تم استخدام السفن ذات الأشرعة المثلثة المعروفة باسم الداو في البحر الأحمر، والمحيط الهندي، والخليج العربي، كذلك فإن البحارة في جنوب شرق آسيا، والبولينيزيون، والفايكنج في شمال أوروبا قاموا بتطوير السفن التي تجوب المحيطات واعتمدوا عليها اعتمادًا كبيرًا في السفر وتنقلات السكان قبل عام 1000 بعد الميلاد، وقد كانت أحجام السفن الصينية في العصور الوسطى كبيرةً بشكلٍ ملحوظ، حيث كانت سفن الينك الصينية متعددة الصواري تحمل ما يزيد عن مائتي فرد سنة 200 ميلادية، وكان الأسطرلاب هو الأداة الرئيسية في الملاحة الفلكية في أوائل التاريخ البحري، وقد تم اختراع الأسطرلاب في اليونان القديمة وقام بتطويره علماءُ الفلك المسلمون، وفي الصين القديمة، اخترع المهندس ما جون (حوالي 200-265 ميلادية) عجلة حربية بها مؤشر للجنوب، وهي عبارة عن عربة بعجلات تستعمل مبدل حركة السرعة الذي يسمح لتمثال صغير بالإشارة دائمًا إلى جنوب الاتجاه السماوي.
ولم يتم ذكر الإبرة المغناطيسية للبوصلة التي استُخدِمت في الملاحة في السجلات المكتوبة حتى ظهور كتاب مقالات بركة الأحلام عام 1088 ميلادية من تأليف الصيني شين كيو (1031–1095)، وهو أيضًا أول من اكتشف فكرة الشمال الحقيقي (ليميزها عن انحراف البوصلة المغناطيسية تجاه القطب الشمالي)، وبحلول عام 1117 ميلاديًا على الأقل، استخدم الصينيون الإبرة المغناطيسية المغمورة في وعاءٍ من الماء والتي تشير إلى جنوب الاتجاه السماوي، ولقد كتب ألكسندر نيكهام عن أول استخدام للإبرة المُمَغْنَطَة في الملاحة في أوروبا حوالي عام 1190 ميلاديًا، وحوالي عام 1300 ميلادية، تم اختراع البوصلة الجافة ذات الإبرة المحورية في أوروبا، ويشير اتجاهها السماوي نحو الشمال على غرارِ بوصلة البحّارة في العصر الحديث، وقد تمت إضافة بطاقات البوصلة في أوروبا، كما استخدمها الصينيون في وقتٍ لاحق من خلال الاتصال بالقراصنة اليابانيين في القرن السادس عشر.

### السفن والمراكب
كان هناك العديد من السفن المستخدمة خلال فترة العصور الوسطى، وتعتبر السفينة الطويلة نوعًا من السفن التي تم تطويرها على مدار قرونٍ عدة، وقد قام الفايكنج بتعديلها في القرن التاسع تقريبًا وهم أكثر مستخدمي هذه السفن شهرةً، وتم بناء هياكل هذه السفن على طريقة الألواح المتراكبة باستخدام الألواح الخشبية التي يركب بعضها فوق الآخر، وتعتبر السفينة كنار، نوعًا من أنواع سفن البضائع، وتنتمي لفئة السفن الطويلة، ولكنها تختلف عن السفينة الطويلة من حيث إنها أكبر حجمًا وتعتمد فقط على أشرعة مربعة في عملية الدفع، ويُعتقد أن تصميم سفينة الكُج قد تطور من تصميم السفينة الطويلة (أو تأثَّرَ به على الأقل)، وتم استخدام الكُج على نطاقٍ واسع في القرن الثاني عشر، وبالمثل فقد تم بناؤها على طريقة الألواح الخشبية المتراكبة، وتُعد الكارافيل سفينةً شراعية تم اختراعها في أيبيريا الإسلامية، واستُخدِمَت في مياه البحر المتوسط بدءًا من القرن الثالث عشر، وعلى عكس السفينة الطويلة وسفينة الكُج، يتم بناء الكارافيل على طريقة الألواح الخشبية المتراصة جنبًا إلى جنب بدون فراغات، وقد تكون أشرعتها على شكلٍ أشرعة مربعة (بالإسبانية Caravela Redonda) أو أشرعة مثلثة (بالإسبانية Caravela Latina)، أما الكاراك فهو نوعٌ آخر من السفن تم اختراعه بمنطقة حوض البحر المتوسط في القرن الخامس عشر، ويُعد أكبر حجمًا من سفينة الكارافيل، وتعتبر سفينة كولومبوس سانتا ماريا مثالاً شهيرًا لسفن الكاراك.

### عصر الاستكشاف الإسلامي
حافظت الإمبراطورية العربية وعملت على توسيع شبكة تجارية واسعة عبر أجزاء من آسيا، وأفريقيا، وأوروبا، وقد ساعد ذلك في تأسيس الإمبراطورية العربية (بما في ذلك الخلافة الراشدة، والأموية، والعباسية، والفاطمية) وجعلها القوة الاقتصادية الرائدة الأكثر توسعًا في العالم منذ القرن السابع حتى القرن الثالث عشر.
وباستثناء نهر النيل، ونهري دجلة والفرات، لم تكن الأنهار الصالحة للملاحة أمرًا شائعًا في المناطق الإسلامية؛ لذلك فقد كان السفر عن طريق البحر مهمًا للغاية، ولقد تطورت الجغرافيا الإسلامية وعلوم الملاحة بشكلٍ كبير، حيث استفادتا من البوصلة المغناطيسية والوسائل البدائية المعروفة مثل أداة التوجيه المستخدمة في الملاحة الفلكية وفي قياس الارتفاعات والعرض الجغرافي للنجوم، وعن طريق دمجها مع الخرائط التفصيلية لهذه الفترة، تمكّن البحّارة من السفر عبر المحيطات بدلاً من الإبحار بمحاذاة السواحل فقط، ووفقًا للعالم السياسي هوبسون، فإن أصول سفينة الكارافيل التي استخدمها الإسبانيون والبرتغاليون في السفر لمسافات طويلة منذ القرن الخامس عشر ترجع إلى القارب الذي استخدمه المستكشفون الأندلسيون في القرن الثالث عشر.
كان على المرابطين ركوب البحر، فدفعهم الأمر لإنشاء أسطول من أجل حماية وتأمين السواحل البحرية والموانئ الساحلية الواقعة على المحيط الأطلسي، والثغور الشمالية في المغرب كسبتة وطنجة،، خصوصا عندما تحولت الأندلس إلى ولاية مرابطية، وسرعان ما بلغ عدد قطع الأسطول المرابطي مائة قطعة موزعة على الموانئ الرئيسة من المغرب والأندلس، فكانت لهم في سبتة وقادس والمرية أساطيل دائمة. وتطورت صناعة السفن وأصبحت ذات شهرة عالمية، واكتسبت دار الصناعة في المرية أهمية كبيرة، وكانت تصلها السفن التجارية من الشام والإسكندرية. تألف أسطول المرابطين من سفن النقل، والسفن المقاتلة، واشترك الأسطول الناشئ في حصار سبتة عام 476 هـ 1083م، ومد العون للقوات البرية التي كانت تقاتل برغواطة. كما استطاع الأسطول الجديد أن يمد يد العون لقوات المرابطين وهي تجتاز البحر لأول مرة، وقد ظهر الأسطول المرابطي كعنصر فاعل في عدة معارك جهادية استطاع من خلالها استرجاع جزر البليار ومناطق عديدة أخرى، وشهد الأسطول المرابطي ازدهارا آخر في عهد الأمير علي بن يوسف بن تاشفين، حتى وصل إلى عشرة أساطيل في عهد ابنه تاشفين عام 539 هـ 1144م. وكانت أسرة بني ميمون هي التي تسير أغلب هذه الأساطيل، وانتقلت على يدهم إلى خدمة دولة الموحدين بعد غروب شمس المرابطين.

### الرابطة الهانزية
تُعد الرابطة الهانزية تحالفًا من النقابات التجارية التي أسست وحافظت على احتكار التجارة في بحر البلطيق، وإلى حد ما في بحر الشمال، ومعظم أوروبا الشمالية لفترة من الوقت في أواخر العصور الوسطى وأوائل العصر الحديث بين القرنين الثالث عشر والسابع عشر، ويُرجِع المؤرخون أصول هذه الرابطة بشكلٍ عام إلى تأسيس بلدة في شمال ألمانيا تُسَمّى لوبيك تم تأسيسها ما بين عامي 1158و1159، وذلك بعد أن استولى هاينريش الأسد دوق ساكسونيا على المنطقة من كونت شونبرغ وهولشتاين، وفيما مضى تم القيام بالمغامرات التجارية الاستكشافية، والغارات العسكرية وأعمال القرصنة في جميع أنحاء بحر البلطيق (انظر الفايكنج) — فعلى سبيل المثال سافر بحارة جزيرة غوتلندفي أعالي الأنهار وصولاً إلى نوفغورود — ولكن ظل حجم الاقتصاد الدولي في منطقة البلطيق ضئيلاً قبل نمو الرابطة الهانزية، وقد هيمنت المدن الألمانية تجاريًا في منطقة البلطيق بسرعةٍ فائقة على مدار القرن الذي تلاه، وأصبحت مدينة لوبيك نقطة التقاء مركزية لجميع أشكال التجارة البحرية، حيث قامت بالربط بين المناطق الواقعة حول بحر الشمال وبحر البلطيق.
شَهِدَ القرن الخامس عشر أوج الهيمنة التجارية لمدينة لوبيك، (وقد رفضت مدينة فيسبي أن تصبح عضوًا في الرابطة الهانزية، وهي واحدة من المدن التي تَمَخَّضَت عنها الرابطة عام 1358، حيث سيطرت فيسبي على حركة التجارة في بحر البلطيق قبل تشكيل الرابطة الهانزية، ونتيجةً لأيديولوجيتها الاحتكارية قامت بقمع منافسة التجارة الحرة في غوتلند)، وفي أواخر القرن السادس عشر، انهارت الرابطة ولم تعدْ قادرةً على التعامل مع صراعاتها الداخلية والتغيرات الاجتماعية والسياسية التي صاحبت حركة الإصلاح، بالإضافة إلى ازدهار التجار الهولنديين والإنجليز وإغارة العثمانيين على طرقها التجارية وعلى الإمبراطورية الرومانية المقدسة نفسها، وقد حضر تسعة أعضاء فقط الاجتماع الرسمي الأخير عام 1669، بينما ظلت ثلاث مدنٍ فقط (وهي لوبيك، وهامبورغ، وبريمن) أعضاءً في الرابطة حتى انهارت نهائيًا عام 1862.

### المشروع البحري الصومالي

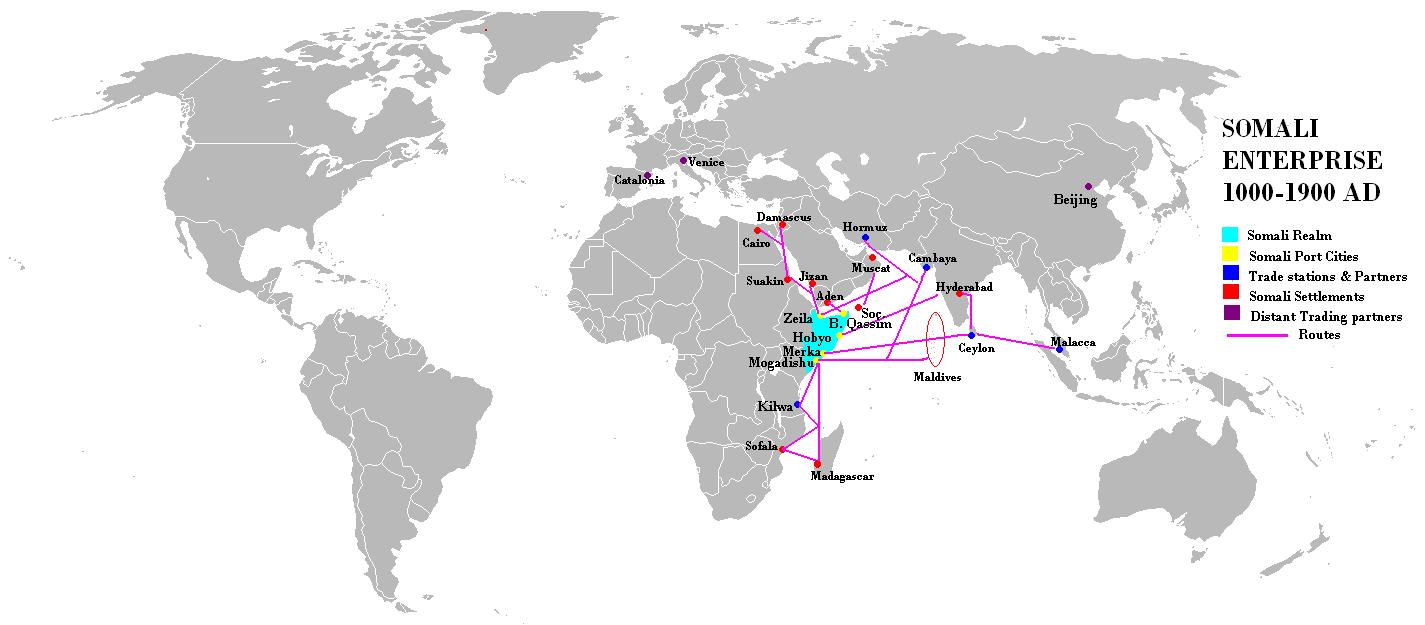
المشروع التجاري الصومالي التاريخي في البحر الأحمر، والخليج العربي، والمحيط الهندي، ومضيق ملقا.

خلال فترة عصر أجوران، ازدهرت السلطنات الصومالية وجمهوريات مركة، ومقديشو، وبراوا، وهبيا والموانئ الخاصة بها، حيث نشطت حركة تجارية أجنبية مربحة بينهم وبين السفن المُبحِرة إلى والقادمة من شبه الجزيرة العربية، والهند، والبندقية، وبلاد الفرس (إيران حاليا)، ومصر، والبرتغال وصولاً إلى الصين، وفي القرن السادس عشر، لاحظ دوارتي باربوسا أن العديد من السفن التابعة لمملكة كامبايا، وهي الهند حاليًا، قد أبحرت إلى مقديشو مُحمَّلةً بالملابس والبهارات، وأخذوا مقابل هذه البضائع الذهب، والشمع، والعاج، كما سلّط باربوسا الضوء على وفرة اللحوم، والقمح، والشعير، والأحصنة، والفاكهة في الأسواق الساحلية، الأمر الذي عاد على التجار بثرواتٍ طائلة.
وفي أوائل العصر الحديث، بدأت الدول التي عَقِبَت إمبراطوريات عدل وأجوران في الازدهار في الصومال، وقد واصلت هذه الدول حركة التجارة البحرية التي أسستها الإمبراطوريات الصومالية السابقة، وفي القرن التاسع عشر، شهد صعود الأسرة الغلدية الحاكمة بالتحديد إحياء المشروع البحري الصومالي، وخلال تلك الفترة كان حجم الإنتاج الزراعي الذي تصدره الصومال إلى أسواق شبه الجزيرة العربية ضخمًا للغاية لدرجة أن ساحل الصومال أصبح معروفًا باسم ساحل حبوب اليمن وسلطنة عمان.

## عصر الاستكشاف
عصر الاستكشاف هو الفترة التي تمتد من أوائل القرن الخامس عشر حتى أوائل القرن السابع عشر، والتي قامت خلالها السفن الأوروبية بالسفر حول العالم بحثًا عن طرقٍ تجارية جديدة وشركاءَ جدد لتشجيع الرأسمالية التي ازدهرت في أوروبا، بالإضافة إلى البحث عن التجارة في بضائعَ مثل الذهب، والفضة، والبهارات، وخلال عملية البحث، قابل الأوروبيون شعوبًا مختلفة وقاموا برسم الخرائط لأراضٍ لم تكن معروفةً لهم من قبل.
يُعد كريستوفر كولومبوس بحار ومستكشفًا بحريًا، وهو أحدُ الشخصيات التاريخية المتعددة التي يُنسب إليها الفضل في اكتشاف الأمريكتين، ويُعتَقد بشكلٍ عام أنه وُلِدَ في مدينة جنوة، على الرغم من وجود نظريات واحتمالات أخرى، بدأت رحلات كولومبوس عبر المحيط الأطلسي بجهدٍ أوروبي بهدف الاستكشاف واستعمار نصف الأرض الغربي، وفي حين يضع التاريخ أهميةً كبرى على رحلة كولومبوس الأولى عام 1492، إلا أنه في الواقع لم يصل إلى البر الرئيسي إلا في رحلته الثالثة عام 1498، وعلاوة على ذلك، لم يكن كولومبوس أول مستكشف أوروبي يصل إلى الأمريكتين، حيث كانت هناك روايات عن محاولاتٍ أوروبية للسفر عبر الأطلسي قبل عام 1492، ومع ذلك جاءت رحلة كولومبوس في وقتٍ حرج مع تنامي الإمبريالية القومية والتنافسية الاقتصادية بين الدول النامية التي سعت لتحقيق ثروات من إنشاء طرق تجارية وبينالمستعمرات. ولذلك، تُعرف الفترة قبل عام 1492 بفترة العصر قبل الكولومبي.
وكان جون كابوت بحار ومستكشفًا من مدينة جنوة، ويُعد واحدًا من أوائل الأوروبيين الحديثين المبكرين الذين هبطوا على البر الرئيسي لأمريكا الشمالية على متن سفينة ماثيو عام 1497، كما كان سباستيان كابوت مستكشفًا إيطاليًا، ومن المحتمل أنه أبحر مع والده جون كابوت في مايو لعام 1497، حيث أبحر جون كابوت وربما بصحبة سباستيان من بريستول على متن أسطولهما الصغير بامتداد سواحل "نيو فاوند لاند". وهناك جدل كبير حول المكان الذي هبط فيه كابوت تحديدًا، ولكن يعتقد في غالب الأمر أنه نزل إما في نوفا سكوشا أو نيوفاوندلاند، وقد اعتقد كابوت وطاقم سفينته (وربما سباستيان) بالخطأ أن هذا المكان هو الصين، دون العثور على الممر المؤدي إلى الشرق الذي كانوا يبحثون عنه، ويؤكد بعض العلماء أن اسم أمريكا مأخوذ من اسم ريتشارد أميريك، وهو تاجر من بريستول وموظف جمارك يُعتَقد استنادًا إلى دليلٍ ضعيف أنه ساعد في تمويل رحلات كابوت.
يعتبرجاك كارتييه ملاحا فرنسيًا، وهو أول من اكتشف ووصف خليج سانت لورانس وضفاف نهر سانت لورانس والذي أسماه كندا، أما خوان فيرنانديز فهو مستكشف وملاح إسباني، وربما بين عامي 1563 و1574 قام باكتشاف جزر خوان فيرنانديز غرب فالبارايسو، في تشيلي، كما اكتشف أيضًا جُزر سان فيليكس وسان أمبروسيو الواقعة في المحيط الهادئ عام 1574، ومن بين المستكشفين المشهورين في تلك الفترة يأتي كلٌ من فاسكو دا غاما، وبيدرو ألفاريز كابرال، ويرمك، وخوان بونسي دي ليون، وفرانسيسكو كورونادو، وخوان سباستيان إلكانو، وبارثولوميو دياز، وفرناندو ماجلان، وويليم بارنتس، وأبل تاسمان، وجان ألفونس، وصمويل دو شامبلان، وويليم يانز، والقبطان جيمس كوك، وهنري هدسون، وجيوفاني دي فيرازانو.
بيتر مارتير دي أنجيرا إيطالي المولد ومؤرخ كتب عن إسبانيا واستكشافات مُمَثِّليها خلال عصر الاستكشاف، وكتب دي أنجيرا أول قصص عن الاستكشافات في أمريكا الوسطى وأمريكا الجنوبية في هيئة سلسلة من الخطابات والتقارير تم جمعها في مطبوعاتٍ أصلية باللغة اللاتينية ما بين عامي 1511و1530 في مجموعات مكونة من عشرة فصول بعنوان «العقود»، وتعد هذه الكتابات المُسماة بالعقود ذات قيمة كبيرة في تاريخ الجغرافيا والاكتشاف، وفي كتابه دي أورب نوفو (الجرم السماوي الجديد) (تم نشره عام 1530، «في العالم الجديد») يصف دي أنجيرا أول اتصالات بين الأوروبيين والأمريكيين الأصليين، فعلى سبيل المثال يحتوي هذا الكتاب على أول إشارة أوروبية إلى المطاط الهندي.
ريتشارد هاكلوت هو كاتبٌ إنجليزي يذكره التاريخ خصيصًا لجهوده في تعزيز الاستيطان في أمريكا الشمالية وتدعيمه عن طريق الإنجليز خلال أعماله خاصةً رحلات الغواصين المؤثرة في اكتشاف أمريكا (1582) والمِلاحات والرحلات والاكتشافات الرئيسية للأمة الإنجليزية (1598–1600).

### التوسع الأوروبي
يُستخدَم مصطلح التاريخ البحري لأوروبا لوصف الأحداث الماضية المهمة المتعلقة بالمنطقة الشمالية الغربية من أوراسيا في المجالات الخاصة بالنقل البحري، وبناء السفن، وحطام السفن، والمعارك البحرية، والمنشآت العسكرية، والمنارات التي تم تشييدها لحماية أو مساعدة الملاحة وتنمية أوروبا، وبالرغم من أن أوروبا هي ثاني أصغر قارة في العالم من حيث المساحة، إلا أنها تمتلك خطًا ساحليًا طويلاً جدًا، كما يمكن القول إنها قد تأثرت بشكلٍ كبير بتاريخها الملاحي أكثر من أي قارةٍ أخرى. وتتميز أوروبا بموقعها الفريد الذي يطل على بحار عدة صالحة للملاحة تتخللها أنهار صالحة للملاحة أيضًا والتي تلتقي بها بطريقةٍ تُسهِّل كثيرًا من تأثير حركة النقل والتجارة البحرية.
ففي الوقت الذي قام فيه البرتغاليون باختراع سفينتي الكاراك ثم الكارافيل عادت الأفكار الأوروبية إلى الشرق الأسطوري. وترجع هذه الاستكشافات لأسبابٍ عدة، ويعتقد الخبراء الماليون أن السبب الرئيسي الذي بدأ من أجله عصر الاستكشاف هو النقص الشديد في سبائك المعادن النفيسة في أوروبا، حيثُ كان الاقتصاد الأوروبي يعتمد على العملة الذهبية والفضية، غير أن انخفاض الإمدادات المحلية أدَّى إلى إدخال معظم القارة الأوروبية في فترة ركود اقتصادي، وهناك عاملٌ آخر وهو الصراع الممتد لقرونٍ طويلة بين الإيبيريين والمسلمين في الجنوب، حيث سيطرت الدولة العثمانية على طرق التجارة الشرقية بعد أن فرض الأتراك سيطرتهم على القسطنطينية عام 1453، ومنعوا الأوروبيين من المرور في هذه الطرق، ومن هذا المنطلق كانت القدرة على تطويق البلاد الإسلامية في شمال أفريقيا تُعد مسألةً مصيرية لبقاء الأوربيين، وفي الوقت نفسه، تعلم الإيبيريون الكثير من جيرانهم العرب، وقد تم المزج بين سفينتي الكاراك والكارافيل معًا في السفن مثلثة الشراع (اللاتينات) في البحر المتوسط، الأمر الذي جعل السفن أكثر قدرة على المناورة كما قام العربُ أيضًا بإعادة اكتشاف الجغرافيا اليونانية القديمة، وإعطاء البحارة الأوروبيين لأول مرةٍ بعض الأفكار حول شكل قارتي أفريقيا وآسيا.

### الاستعمار الأوروبي
في عام 1492 وصل كريستوفر كولومبوس إلى شواطئ الأمريكتين، وبعدها امتد الاستكشاف والاستعمار الأوروبي بشكلٍ سريع، ويُعرف عصر ما بعد عام 1492 باسم فترة التبادل الكولومبي، ولقد قام الإسبان بالغزوات الأولى، واستولوا سريعًا على معظم أجزاء أمريكا الجنوبية وأمريكا الوسطى وأجزاءٍ كبيرة من أمريكا الشمالية، كما استولى البرتغاليون على البرازيل، واستولى كلٌ من البريطانيين، والفرنسيين، والهولنديين على جزرٍ في البحر الكاريبي، والتي قد استولى الإسبان على معظمها سابقًا، أو التي تم إخلاؤها من السكان بسبب انتشار الأمراض فيها، واشتملت المستعمرات الأوروبية الأولى في أمريكا الشمالية على فلوريدا الإسبانية، والمستوطنات البريطانية في فيرجينيا ونيو إنجلاند، والمستعمرات الفرنسية في كيبك ولويزيانا، والمستعمرات الهولندية في هولندا الجديدة، ومنذ القرن الثامن عشر حتى القرن العشرين، قام اتحاد الدنمارك والنرويج بإحياء مستعمراته السابقة في جرينلاند، بالإضافة إلى استعمار عددٍ قليل من الجزر العذراء.

الاستعمار في العالم من عام 1492 إلى عام 2007

ومنذ بدايته الأولى، عَمِلَ الاستعمار الغربي كمشروعٍ عام/خاص مشترك. وقد قام المستثمرون الإيطاليون بتمويل جزءٍ من رحلات كولومبوس إلى الأمريكتين، وفي الوقت الذي فرضت فيه الدولة الإسبانية سيطرة مُحكمة على التجارة مع مستعمراتها (فبموجب القانون، تتعامل المستعمرات تجاريًا مع ميناء واحد فقط محدد في البلد الأم ويتم إحضار الثروات إلى إسبانيا في قوافل خاصة من سفنٍ تخضع للحماية)، ضمن كلٌ من الإنجليز والفرنسيين والهولنديين احتكارا تجاريًا فعالاً للشركات المساهمة مثل شركات الهند الشرقية وشركة خليج هدسون.
وفي فترة استكشاف إفريقيا، كان هناك انتشارًا لادِّعاءات أوروبية متضاربة بشأن الأراضي الإفريقية، وبحلول القرن الخامس عشر، اكتشف الأوروبيون الساحل الأفريقي خلال عملية بحثهم عن طريقٍ مائي يؤدي إلى الهند، وقد قام البرتغاليون بأغلب هذه الحملات، حيث تم منحهم السلطة البابوية لاستغلال جميع الأراضي غير المسيحية الواقعة في نصف الأرض الشرقي، كما أقام الأوروبيون مستعمرات ساحلية لملاحقة  تجارة الرقيق، ولكن بقيت المناطق الداخلية للقارة غير مُستكشفة حتى القرن التاسع عشر، وقد كان ذلك الوقت فترةً تراكمية أدت إلى انتشار الحكم الاستعماري الأوروبي في قارة أفريقيا، كما أنها غيرت مستقبل القارة.
ترجع جذور الاستعمار في آسيا إلى أواخر القرن الخامس عشر مع وجود سلسلة من الرحلات التي كانت تبحث عن ممرٍ بحري يؤدي إلى الهند على أمل إقامة تجارة مباشرة بين أوروبا وآسيا في البهارات، وقبل عام 1500، كانت الاقتصادات الأوروبية مكتفيةً ذاتيًا إلى حدٍ كبير، ويكملها فقط تجارة صغرى مع آسيا وأفريقيا، ولكن خلال القرن الذي تلاه تم دمج الاقتصادات الأوروبية والأسيوية بشكلٍ بطيء نتيجة ازدياد الطرق التجارية العالمية الجديدة، كما أدى الانتشار الأولي للقوة السياسية والتجارية والثقافية الأوروبية في آسيا إلى نهوض التجارة المتنامية في السلع المربحة، ويُعد ذلك بمثابة التنمية الأساسية التي أدت إلى نهضة الاقتصاد الرأسمالي في عالمنا الآن، وقد تأسست المستعمرات الأوروبية في الهند على يد العديد من الدول الأوروبية التي بدأت في أوائل القرن السادس عشر، وقد شهد التنافس بين القوى الأوروبية الحاكمة انضمام الهولنديين، والبريطانيين، والفرنسيين وآخرين.

### طريق السفن الشراعية السريعة

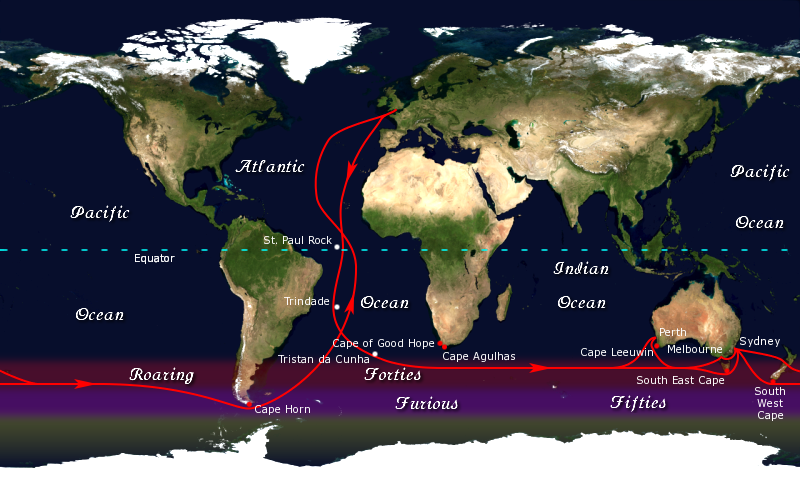
رسم لطريق السفن الشراعية السريعة متبوعًا بالسفن المبحرة بين إنجلترا وأستراليا/نيوزيلندا

خلال ذلك الوقت، تم إقامة طريق السفن الشراعية السريعة عن طريق السفن الشراعية السريعة المبحرة بين أوروبا، والشرق الأقصى، وأستراليا، ونيوزيلندا، ويمتد هذا الطريق من الغرب إلى الشرق عبر المحيط المتجمد الجنوبي للاستفادة من الأربعينيات المزمجرة وهي رياحٌ غربية قوية، ولقد ضلّ العديد من السفن والملاحين طريقهم نتيجة للظروف الشاقة المنتشرة على طول الطريق خاصةً عند كايب هورن الذي توجب على السفن الشراعية السريعة الدوران حوله في طريق عودتها إلى أوروبا، وفي سبتمبر لعام 1578، قام السير فرنسيس دريك باكتشاف كايب هورن أثناء رحلة إبحاره حول العالم، إلا أن هذا الاكتشاف ظل غير مستخدمٍ لبعض الوقت، وذلك نظرًا لاستمرار السفن في استخدام الممر المعروف عبر مضيق ماجلان، وبحلول أوائل القرن السابع عشر، بدأ التاجر الهولندي جاكوب لو مير مع الملاح ويليم شوتين رحلة البحث عن طريق يؤدي إلى جنوب أرض النار تنفيذًا لاقتراح السير دريك، وعندما تم اكتشاف هذا الطريق، كان من المعتقد أن هورن هي النقطة التي تقع بأقصى جنوب أرض النار؛ وذلك لأن الأحوال القاسية غير المتوقعة للطقس والبحر في ممر دريك جعلت من عملية الاستكشاف أمرًا صعبًا للغاية، وفي عام 1624 فقط تم اكتشاف أن هورن هي مجرد جزيرة في المحيط، ويُعد اكتشاف القارة القطبية الجنوبية المعروفة باسم (أنتاركتيكا) عام 1820 خير دليل على صعوبة الظروف في هذه المنطقة من العالم، حيث تم اكتشافها بعد مرور قرابة قرنين من الزمان على اكتشاف ممر دريك، وذلك على الرغم من أنها تقع فقط على بعد 650 كيلومتر من الممر (400 ميل) وعلى الرغم من استخدام هذا الممر كطريقٍ أساسي في عملية النقل البحري لمدة مائتي عام. وقد فقد طريق السفن الشراعية السريعة أهميته التجارية وأصبح غير مستخدمٍ مع ظهور السفن البخارية، وافتتاح قناة السويس وقناة بنما.

### نهاية عصر الاستكشاف
بشكلٍ عام، يُقال إن عصر الاستكشاف انتهى في أوائل القرن السابع عشر، فبحلول ذلك الوقت، تم بناء السفن الأوروبية بشكلٍ متقنٍ، كما أصبح الملاحون على درجةٍ عاليةٍ من الكَفاءةِ بصورةٍ سمحت لهم عمليًا بالسفر إلى أي مكان على وجه الكرة الأرضية، ولكن بالطبع استمرت العمليات الاستكشافية، وحتى القرن التاسع عشر لم يتم استكشاف أي من المنطقة القُطْبِيَّة الشَّمَالِيَّة ولا المنطقة القُطْبِيّة الجَنُوبِيّة.

## عصر الإبْحَار الشراعي
ترجع نشأة عصر الإبحار الشراعي إلى الاستكشاف القديم لحياة البحار خلال فترة نهضة الحضارات القديمة، وبضمه لبلاد الرافدين والشرق الأقصى ومنطقة مهد الحضارات، أصبح بحر العرب الطريق البحري الأهم بين جميع الطرق التجارية البحرية في العالم منذ عصر سفن الإبحار الساحلي وذلك بدءًا من الألفية الثالثة قبل الميلاد تقريبًا مرورًا بالألفية الثانية قبل الميلاد وصولاً إلى الأيام الأخيرة من عصر الإبحار الشراعي، وفي عهد يوليوس قيصر، اعتمدت العديد من الطرق التجارية الراسخة بين البحر والبر على النقل المائي عبر البحر من خلال الإبحار حول المعالم التضاريسية المتعرجة لساحله وصولاً إلى شماله، وتبدأ هذه الطرق عادةً من الشرق الأقصى، حيث تبدأ عملية شحن البضائع من سفينة إلى أخرى في ميناء مدينة بهروش التاريخية، ثم تجتاز هذه الطرق السواحل الوعرة لإيران الحالية، وبعدها تنقسم هذه الطرق عند حضرموت إلى مجريين فرعيين إما شمالاً عند خليج عدن ومنه إلى بلاد الشام، أو جنوبًا إلى الإسكندرية عن طريق موانئ البحر الأحمر مثل ميناء أكسوم، ويشمل كل طريق تجاري رئيسي عمليات إعادة الشحن لنقل قوافل الحيوانات، والسفر عبر بلادٍ صحراوية حيث تتعرض القوافل لمخاطر مثل سطو قُطَّاعُ الطرق عليها أو ودفع رسوم مرورية ابتزازية للسكان المحليين. وقد كان الطريق الساحلي الجنوبي الذي يمر بالمناطق الوعرة في جنوب شبه الجزيرة العربية (وهي حاليًا اليمن وسلطنة عمان) على درجةٍ عالية من الأهمية، وقد قام ملوك مصر القديمة من الفراعنة بشق قنواتٍ ضحلةٍ عدة لخدمة حركة التجارة، حيث كانت واحدةٌ من هذه القنوات تمر تقريبًا بامتداد قناة السويس حاليًا وأخرى تمتد من البحر الأحمر إلى نهر النيل، ولكنهما كانتا قناتين ضحلتين تم ردمهما بفعل العواصف الرملية الضخمة في العصور القديمة.
وفي البلاد الغربية الحديثة، يعتبر «عصر الإبحار الشراعي» الأوروبي هو الفترة التي سيطرت فيها السفن الشراعية على كلٍ من التجارة الدولية والحروب البحرية، وغالبًا تتزامن نشأة عصر الإبحار في أوروبا مع عصر الاكتشاف وذلك من القرن الخامس عشر إلى الثامن عشر ميلاديًا. وبعد القرن السابع عشر، توقفت خرائط الملاحة الإنجليزية عن استخدام مصطلح البحر البريطاني واستبدلته بمصطلحٍ آخر وهو القناة الإنجليزية والمعروفة أيضًا ببحر المانش. وقد شهدت الفترة من القرن الخامس عشر إلى القرن الثامن عشر السفن الشراعية ذات الصواري المربعة وهي تنقل المستوطنين الأوروبيين إلى أنحاء عدة من العالم في واحدة من أهم عمليات الهجرة البشرية في التاريخ المُدوَّن. وتميزت هذه الفترة بالرحلات الاستكشافية الموسعة والمحاولات الاستعمارية التي قامت بها الممالك الأوروبية، وبمساعدة آلة السدس التي تم تطويرها في القرن الثامن عشر أمكن رسم خرائطٍ أكثر دقةً للمواقع البحرية المختلفة.

### شخصياتٌ بارزة
جون النمساوي، وهو قائد عسكري أحرز نصرًا بحريًا شهيرًا في معركة ليبانتو البحرية عام 1571، وقد عينه الملك فيليب كقائد للقوات البحرية الخاصة بالعصبة المقدسة والتي دخلت في حروبٍ مع الدولة العثمانية. وبفضل قدراته القيادية وشخصيته الجَذَّابة، استطاع جون أن يوحد بين صفوف هذا التحالف المتباين، وألحق بالعثمانيين وحلفائهم من السفن المسلحة هزيمة تاريخية نكراء في معركة ليبانتو. وفي قصيدته «ليبانتو»، خَلّدَ الشاعر الإنجليزي جيلبرت كيث تشيسترتون الدور الذي قام به القائد جون النمساوي في هذه المعركة.
رايس حميدو بن علي (1773-1815) جزائري الأصل ، أبوه كان خياط متواضع الحال ، عشق البحر وتوجه إليه من صغره حيث التحق بالبحرية الجزائرية وعمره لم يتجاوز 13 سنة حتى رقي ووصل إلي رتبة أمير للبحر ، وكان لصعوده هذا وتسيده على إمارة البحرية الجزائرية يتزامن مع قيام الثورة الفرنسية ومجيئ نابليون للحكم .
وقد استطاع حميدو أن يستولي علي واحدة من أكبر القطع البحرية للأسطول البرتغالي وأطلق عليها (البرتغالية) ثم أضاف إليها سفينة أمريكية أسماها (الميريكانا)، وأرسل إلية الرئيس الأمريكي بعض سفن لتأديبة ، ونشبت معركة كبرى مات خلالها، وانتهت بموته أسطورة بحرية كبري من معالم الجزائر لرجل دافع عن شواطئ بلاده حتى الموت .
مارتن ترومب وكان ضابطًا ثم أدميرال في الأسطول الهولندي، وفي عام 1639، وخلال فترة الكفاح الهولندي للاستقلال عن إسبانيا، هزم ترومب أسطولاً إسبانيًا كبيرًا كان مُتَّجِهًا إلى فلاندرز في معركة داونز البحرية، مما أدى إلى نهاية القوة البحرية الإسبانية في ذلك الوقت، وفي المعركة الأولية والمعروفة بمعركة الثامن عشر من سبتمبر لعام 1639، كان ترومب هو أول قائد أسطول يقوم باستخدام تكتيكات خط المعركة، وكانت سفينة القائد التي استخدمها حينئذٍ تُدعى أميليا (Aemilia). وفي الحرب الإنجليزية-الهولندية الأولى التي أندلعت في 1652–1653، قام ترومب بقيادة الأسطول الهولندي في المعارك البحرية التالية: معركة دونجينيس ومعركة بورتلاند ومعركة جابارد ومعركة شيفينينغن. وفي آخر هذه المعارك، لَقِيّ ترومب حتفَه على يد قناصٍ موجود على صواري السفينة التابعة لويليام بن، ومن أجل الحفاظ على الروح المعنوية العالية للأسطول، قام النقيب المفوض بالقيادة إيغبرت بارثولوميوسز كورتيناير، الموجود على متن السفينة برديرود، بالإبقاء على الراية الخاصة بترومب وتظاهر بأنه لا يزال على قيد الحياة.
كورنيليس ترومب وكان رئيس أركان القوات البحرية الهولندية والدنماركية، وفي عام 1656، شارك ترومب في في تحرير مدينة غدانسك (دانزيغ بالألمانية)، وفي عام 1658، تم اتهامه باستخدام سفنه للتجارة في السلع الكمالية، ونتيجةً لمثل هذا الفعل تم تغريمه مبلغًا من المال ولم يُسمَح له بإصدار الأوامر النافذة حتى عام 1662، وقبالة الحرب الإنجليزية-الهولندية الثانية تمت ترقيته إلى رتبة لواء بحري في التاسع والعشرين من يناير لعام 1665، وفي معركة لويستوفت البحرية، حال ترومب دون وقوع كارثةٍ كبرى عندما تَوَلَّى قيادة الأسطول ليسمح بهروب أكبرِ جزءٍ منه، وفي عام 1676، تمت ترقيته إلى رتبة أدميرال عام للقوات البحرية الدنماركية، كما مُنِحَ لقب فارس وسام الفيل، كذلك هزم ترومب القوات البحرية السويدية في معركة أولاند البحرية، ويُعد هذا انتصاره الأوحد كقائدٍ للأسطول.
تشارلز هاردي وهو ضابطٌ بحري بريطاني الجنسية، عُينَ حاكما على مستعمرة نيويورك آنذاك، في عام 1744، عُينَ هاردي حاكمًا وقائدًا أعلى للمستعمرة البريطانية في نيوفوندلاند، وفي عام 1758، قام هو وجيمس وولف بمهاجمة مواقع فرنسية قرابة مصب نهر سانت لورانس ودمروا جميع المراكز الفرنسية لصيد الأسماك بامتداد الشواطئ الشمالية لمقاطعة نيو برونزويك حاليًا وكذلك شبه جزيرة جاسبي.
أغسطس كيبل، الفيكونت الأول كيبل هو ضابطٌ بريطاني الجنسية، برتبة أدميرال بحري، وكان مسئولاً عن إصدار الأوامر البحرية خلال حرب السنوات السبع وحرب الاستقلال الأمريكية، وخلال السنوات الأخيرة من الحرب الأمريكية، شَغِلَ منصب رئيس هيئة أركان البحرية الملكية، وخلال حرب السنوات السبع، قام كيبل بالعديد من المهام العسكرية المستمرة، حيث خدم عام 1755 في أمريكا الشمالية، كما كان على السواحل الفرنسية عام 1756، وتم إرساله في رحلة بحرية عام 1758 للتقليل من المستوطنات الفرنسية الموجودة على الساحل الغربي لأفريقيا، وقد كانت سفينته تورباي (74) (Torbay 74) الأولى في الاشتباك في معركة خليج كويبرو البحرية عام 1759، وفي عام 1757 كان كيبل جزءًا من المحاكمة العسكرية التي أدانت الأدميرال جون بينج، وقد كان كيبل ضمن الذين حاولوا خلق أعذارًا للأدميرال المُدان، غير أنه لم يقدر هو أو أي من المتعاطفين مع بينج أن يقدموا سببًا مُقنِعًا واحدًا يمنع المحكمة من تنفيذ حكم الإعدام، وعنما تحالفت إسبانيا مع فرنسا، تم إرسال كيبل كنائب القائد العام مع السير جورج بوكوك في الحملة التي استولت على هافانا، وقد عاني كيبل من الحمى التي تسببت في مقتل أعدادٍ هائلة من الجنود والبحارة، وقد تسلم مكافأة مالية بلغت خمسة وعشرين ألف جنيهٍ استيرليني، وقد ساعدته هذه المكافأة على الخروج من الموقف الحرج بصفته الابن الأصغر لعائلةٍ دمرها إسراف والده.
إدوارد هوك، البارون الأول هوك كان ضابطًا بحريًا في البحرية الملكية البريطانية، وخلال حرب الخلافة النمساوية تمت ترقيته إلى رتبة عميد بحري. وفي حرب السنوات السبع حل هوك مكان الأدميرال جون بينج كقائدٍ للقوات البحرية في البحر الأبيض المتوسط عام 1756.
ريتشارد هوو، الإيرل الأول هوو وكان ضابطًا بحريًا بريطانيًا برتبة أدميرال، وخلال الثورة في أمريكا الشمالية، اشتُهِرَ هوو بتعاطفه مع مستوطني المستعمرات، وفي سنوات سابقة سعى للتعرف على بنجامين فرانكلين والذي كان صديقَا لشقيقته التي تمتعت بشعبية كبيرة في الأوساط المجتمعية بلندن، وعبر سنوات حياته المهنية، أظهر هوو إبداعًا تكتيكيًا استثنائيًا، حيث لم يستطع أحد أن يتفوق على أدائه بما فيهم هوراشيو نيلسون وغيره ممن عَقِبوه، على الرغم من قيادتهم لأساطيل على درجةٍ أعلى من التدريب واستفاداتهم من نموذج هوو.
هوراشيو نيلسون، الفيكونت الأول نيلسون وكان ضابطًا بحريًا بريطانيًا برتبة أدميرال، وقد اشْتُهِرَ بمشاركته في الحروب النابليونية وعلى الأخص في معركة طرف الغار التي لَقِي فيها مصرعَه، وتعد هذه المعركة انتصارًا تاريخيًا حاسمًا لبريطانيا في هذه الحروب، وعُرِفَ نيلسون بقدرته الكبيرة على إلهام جنوده وإخراج أفضل ما لديهم لدرجةِ أنهم لقبوا هذه القدرة فيما بعد باسم: «اللمسة النيلسونية»، وقد اكسبته أعماله خلال هذه الحروب تبجيل واحترام شعبه قبل وبعد وفاته ضمن عددٍ من الرموز العسكرية القليلة في التاريخ البريطاني، وكان ألكسندر دافيسون أحد الأصدقاء المقربين المعاصرين لهوراشيو نيلسون، ويُعد مسئولاً عن كثيرٍ من الأعمال التي مجدت الصورة الشعبية لنيلسون، وتشمل هذه الأعمال تقديم ميداليات لإحياء ذكرى انتصار معركة النيل، وبناء نصبٍ تذكاري لنيلسون في ضيعته بقرية سوارلاند في مقاطعة نورثمبرلاند، وبصفته صديقًا مقربًا لنيلسون، لعب دافيسون دور الوساطة بين الأدميرال وزوجته السيدة فرانسيس نيلسون عندما انهار زواجهما إلى حدٍ كبير بسبب علاقته الغرامية مع إيما هاملتون.
هايد باركر وقد اشترك عام 1778 في حملة سافانا، وفي السنوات التالية تحطمت سفينته على سواحل العدو في كوبا، غير أن جنوده قاموا بتطويق أنفسهم وتم انتشالهم بأمانٍ في نهاية الأمر، وكان باركر مع والده في دوجر بانك، ثم حارب مع ريتشارد هوو في معركتي مضيق جبل طارق، وبعد أن أصبح عميدا بحريا في عام 1793، خدم باركر تحت قيادة صامويل هود في تولون وكورسيكا، وبعد عامين ترقى باركر لرتبة لواء بحري وشارك تحت قيادة اللورد هوثام في معارك الأسطول الحاسمة في 13-3-1795 و13-7-1795، ومن عام 1796 إلى عام 1800 عُينَ باركر قائدًا في جامايكا وأجرى العمليات العسكرية باقتدار في جزر الهند الغربية.
إدوارد بيلو، الفيكونت الأول إكسماوث وكان ضابطًا بحريًا بريطانيًا شارك في حرب الاستقلال الأمريكية وحروب الثورة الفرنسية والحروب النابليونية، ويذكر التاريخ بيلو كضابطٍ ورجلٍ نبيل يتسم بالشجاعة ويتمتع بالمهارات القيادية، حيث أكتسب ممتلكاته وألقابه نتيجةً لبسالته وشخصيته القيادية ومهاراته، ويعد خير مثال لما أظهره ضباط قوات البحرية خلال الحروب النابليونية من براعةٍ وعزمٍ.
أنطوان دي سارتين وهو رجل دولة فرنسي، عُينَ وزيرًا للبحرية الفرنسية في عهد الملك لويس السادس عشر، وفي الفترة التي تولى فيها سارتين الوزارة كانت القوات البحرية الفرنسية في أوج قوتها، حيث قام دوق شواسيول بإعادة إحيائها بعد الدمار الذي لحق بها في حرب السنوات السبع عندما خسرت فرنسا مستعمرات كندا ولويزيانا والهند الفرنسية، وقامت هذه القوات البحرية المتعافية بعد ذلك بهزيمة القوات البحرية البريطانية في حرب الاستقلال الأمريكية.
جيمس ساوماريز، البارون الأول ساوماريز وهو أدميرال في البحرية الملكية البريطانية، واشْتُهِرَ بانتصاره في معركة الجزيرة الخضراء، وفي عام 1801 تمت ترقيته إلى رتبة عميد بحري من الدرجة الزرقاء، ومُنِحَ لقب بارونيت (وهي رتبة أقل من البارون)، وتولَّى قيادة أسطول صغير تم تكليفه بمراقبة حركات الأسطول الإسباني عند قادس. وما بين السادس والثاني عشر من يوليو حقق ساوماريز نصرًا عظيمًا، فبعد هزيمة أولى عند سواحل الجزيرة الخضراء، قام ساوماريز بمحاربة قوات مجمعة أكثر تفوقًا من السفن الفرنسية والإسبانية وألحق بهم شر هزيمة في معركة الجزيرة الخضراء، ومكافأةً لخدماته تسلم ساوماريز نوط الحمام التكريمي (ويشتق الاسم من أحد مراسم تعيين الفرسان والتي اشتملت على طقس الاستحمام) بالإضافة إلى وسام الحرية لمدينة لندن.
ديفيد بورتر وهو ضابط بحري شارك في الحروب البربرية (1801-1807) وكان الملازم الأول لسفينة إنتربرايز والفرقاطات نيويورك وفيلادلفيا، وفي الحادي والثلاثين من أكتوبر لعام 1803، أُخِذَ بورتر سجينًا بعدما جنحت الفرقاطة فيلادلفيا تجاه شاطئ ميناء طرابلس، وتم إطلاق سراحه في الثالث من يونيو لعام 1805 حيث بقيّ في مياه البحر الأبيض المتوسط كنقيبٍ مفوضٍ للفرقاطة كونستيتيوشن وبعد ذلك كنقيبٍ لسفينة إنتربرايز، وما بين عامي 1808 و1810، عُينَ بورتر مسئولاً عن القوات البحرية الموجودة في نيو أورلينز، وعندما أصبح قائدًا للفرقاطة يو إس إس إسكس خلال حرب 1812 حقق بورتر شهرة واسعة؛ حيث قام في الثالث عشر من أغسطس لعام 1812 بأسر أول سفينة حربية بريطانية والتي تُدعى آلرت بالإضافة إلى عددٍ من السفن التجارية، وفي عام 1813، أبحر بورتر على متن سفينة إسكس حول كايب هورن وطاف المحيط الهادئ فاتحًا النيران على سفن صيد الحيتان البريطانية، وفي الثامن والعشرين من مارس لعام 1814، أُجْبِرَ بورتر على الانسحاب من مدينة فالبارايسو بعد قتال غير متكافئ مع الفرقاطتين البريطانيتين إتش إم إس فيبي وتشيروب، وذلك بعد أن لحقت بسفينته أضرارٌ جسيمة جعلتها عاجزة عن المقاومة.

### الأساطيل الحربية الإسبانية والإنجليزية
الأرمادا هو الأسطول الإسباني الذي أبحر في عام 1588 لمحاربة إنجلترا تحت قيادة دوق شدونة بأمرٍ من فيليب الثاني ملك إسبانيا والذي كان زوجًا للملكة الحاكمة ماري الأولى ملكة إنجلترا حتى وفاتها قبل ثلاث سنواتٍ من ذاك التاريخ. وكان الهدف وراء هذه الحملة هو تأمين وصول سفن دوق بارما وجيشه من وحدات الترثيو من هولندا الإسبانية عبر مياه بحر الشمال حتى ترسو في جنوب شرق إنجلترا. ففي الوقت الذي قام فيه الجيش بقمع الدعم الإنجليزي للمقاطعات المتحدة — والتي تُعد جزءًا من هولندا الإسبانية — تم عقد النية على قطع أية هجمات قد يتم شنها على أي من الممتلكات الإسبانية في العالم الجديد أو على أساطيل الكنز الإسبانية الموجودة في المحيط الأطلسي، كما عُقِدَت الأمال حول إجهاض الثورة البروتستانتية في إنجلترا؛ ولذلك الغرض قام البابا سيكتوس الخامس بدعم هذه الحملة ووعد بتقديم مساعدات مالية حال وصولها إلى السواحل الإنجليزية. وفي بداية الأمر تم إسناد قيادة الأسطول إلى ألفارو دي بازان، وهو قائدٌ بحري واسع الخبرة تُوفيّ قبل بضعة أشهر من مغادرة الأسطول لميناء لشبونة في مايو لعام 1588.
وقد تكون أسطول الأرمادا الإسباني من سفنٍ حربيةٍ وسفنٍ تجاريةٍ محولة بلغ عددها حوالي 130سفينة، وبعد أن شق الأرمادا طريقه في البحر شمالاً باتجاه القناة الإنجليزية، قام أسطول مكون من 200 سفينة إنجليزية بمساعدة القوات البحرية الهولندية بمهاجمته في بحر الشمال عند ميناء جرافلين قبالة الحدود الساحلية بين فرنسا وهولندا الإسبانية، حيث دفعت القوات الإنجليزية بسفن النار (وهي سفن محملة بالبارود تُضرم بها النار) نحو أسطول الأرمادا وأجبرته على الفرار من مرساه الآمن، وفي المعركة التي أعقبت ذلك لم يقدر الإسبان على ملاقاة جيش دوق بارما كما كان متفق عليه من قبل.
فرت سفن الأرمادا شمالاً نحو الساحل الشرقي لإنجلترا وفي خطوةٍ طائشة إستراتيجيًا، حاولت هذه السفن أن تعود إلى إسبانيا عن طريق الإبحار حول إسكتلندا ثم إلى المحيط الأطلسي مرورًا بأيرلندا، غير أن أحوال الطقس القاسية حطمت جزءًا من الأسطول، كما تحطمت أكثر من أربعٍ وعشرين سفينة على السواحل الشمالية والغربية لأيرلندا، واُضْطُرَّ الناجون من أطقم هذه السفن إلى طلب اللجوء إلى إسكتلندا، ومن المجموع الأولي للسفن الموجودة بأسطول الأرمادا، فقد فقدت إسبانيا حوالي خمسين سفينةً، إلا أن مثل هذه الخسارة تعتبر صغيرة بعض الشئ بالنسبة لقوات البحرية الملكية التابعة للملك فيليب: فقد عجزت سبعُ سفنٍ فقط عن العودة من بينهم ثلاثٍ فُقِدوا خلال القتال مع العدو.
أما الأرمادا الإنجليزي فهو الأسطول الذي تم إرساله إلى الساحل الإيبيري عام 1589 بأمرٍ من إليزابيث الأولى ملكة إنجلترا خلال حرب إنجلترا وأسبانيا (1585–1604)، وقد قاد الأسطول الأدميرال السير فرنسيس دريك بمساعدة اللواء السير جون نوريس، غير أن الأسطول فشل في تحقيق مكاسب من الانتصار الذي حققته إنجلترا على إسبانيا والضرر الذي ألحقوه بالأرمادا الإسباني في السنة السابقة لذلك، ومع إتاحة الفرصة أمام الإنجليز لتوجيه ضربة قاضية ضد القوات الإسبانية المتضررة، زاد فشل الحملة من استنفاذ الخزينة الملكية التي كانت تستعيد توازنها بحرص في عهد الملكة إليزابيث الأولى والذي استمر لسنواتٍ عدة. وقد كبدت الحرب بين إنجلترا وإسبانيا كلا الطرفين خسائر فادحة عدة، حيث أخلفت إسبانيا وعودها بتسديد ديونها في عام 1596 نتيجة لهذه الحروب بالإضافة إلى محاربتها لفرنسا والمقاطعات المتحدة يلي ذلك الغارة التي تم شنها على ميناء قادس. إلا أن فشل الأرمادا الإنجليزي كان بمثابة نقطةِ تحول، حيث تفاوت نصيب كل حزب من الأحزاب المتنوعة في هذا الصراع المعقد إلى أن تم إبرام معاهدة لندن عندما توصل الطرفان إلى عقد معاهدة سلام في عام 1604.
وقد تعافت القوات البحرية الإسبانية وجددت أساطيلها واستعادت سيطرتها على البحار بشكلٍ فاق سابق عهدها، ولكن الهزائم التي ألحقها الهولنديون بالقوات الإسبانية بعد خمسين عامًا كانت العلامة الأولى على تراجع هذه الهيمنة البحرية، ونتيجةً لهذا السلام القائم بين إنجلترا وإسبانيا، تمكن الإنجليز من إِحْكَام قبضتهم على أيرلندا وكذلك من إقامة المستعمرات في أمريكا الشمالية.

### التاريخ البحري لأمريكا الشمالية
في المفهوم الحديث، يبدأ التاريخ البحري للولايات المتحدة مع أول محاولة ناجحة لإنشاء مستعمرة إنجليزية على ضفاف نهر جيمس في جيمستاون، وعلى مدار عقودٍ عانت هذه المستعمرة من صعوباتٍ عدة إلى أن وصلت إليها موجةٌ جديدة من المستوطنين في أواخر القرن السابع عشر وأسسوا لتجارةٍ تقوم على زراعة التبغ، واستمر الاتصال بين المستعمرات الأمريكية وأوروبا عن طريق النقل البحري بشكلٍ أساسي، وظلّت عملية النقل البحري مستمرة في النمو دون عوائق لقرابة قرنين من الزمان.
تم إنشاء البحرية القارية خلال حرب الاستقلال الأمريكية ما بين عامي 1774و1775، وقد أخذ الأسطول يكتسب قوته تدريجيًا إلى أن أصبح قويًا بشكلٍ نسبي مع الأخذ في الاعتبار القيود التي تم فرضها على رصيف إمدادات (باتريوت)، وذلك وعبر جهود قائد البحرية القارية، وعبر جهود الرئيس جون آدامز والدعم القوي الذي أظهره الكونغرس لهذا الأسطول رغم أنف المعارضة الشديدة. وتعتبر «الفرقاطات الست الأصلية'» في الولايات المتحدة هي أولى الفرقاطات من نوعها في البحرية الأمريكية، وذلك بعد أن صدّقَ عليها الكونغرس الأمريكي بقانون عام 1794 البحري في السابع والعشرين من مارس لعام 1794 بتكلفةٍ بلغت 688,888.82 دولارٍ أمريكي.
وقد كان جون بول جونز ضابطًا بحريًا اشتُهِرَ في الولايات المتحدة ببطلِ البحرية الأول خلال حرب الاستقلال الأمريكية، وقد استتر جون بول تحت الاسم المستعار جون جونز عندما فَرَّ إلى منزل أخيه بمدينة فريدريكسبيرغ، بولاية فيرجينيا عام 1773 هربًا من حبل المشنقة في توباغو بعد حادثة اتهامه بإصدار أمرٍ بقتل أحد البحّارة. وكما اقترح عليه أخوه، شرع جون بول في استخدام اسم جون بول جونز في بداية الثورة الأمريكية، وعلى الرغم من أن رتبته في البحرية القارية طوال سنواتِ خدمته لم تتعدى رتبة نقيب بحري بعد انتصاره على السفينة الحربية سيرابيس باستخدام الفرقاطة بونهوم ريتشارد، إلا أن جون بول جونز يبقى البطل البحري الحقيقي الأول لأمريكا وقائدًا حربيًا يحظى باحترامٍ وتقديرٍ كبيرين.
كان جوناثان هاردين قائدا لسفينة مسلحة خلال الثورة الأمريكية، حيث كان في بادِئ الأمربرتبة ملازم أول على متن السفينة الشراعية الحربية تيرانيسد، والمزودة بأربعةِ عشر مدفعًا. ولمدة عامين استمر هاردين في جمع الجوائز وهو على متن السفينة حتى أصبح قائدًا لها في عام 1777.
أما جورج هنري بريبل فهو ضابط بحري وكاتب أمريكي اشْتُهِرَ بكتابه الذي تناول تاريخ علم الولايات المتحدة، كما كان أول من التقط صورةً فوتوغرافية لعلمِ قلعة ماك هنري الذي ألْهَمَ كلماتِ النشيد الوطني الأمريكي بعنوان «الراية الموشحة بالنجوم». وقد التحق جورج بالبحرية الأمريكية كضابط صف بحري في العاشر من ديسمبر لعام 1835، وخدم على متن الفرقاطة يونايتد ستيتس حتى عام 1838.
إدوارد بريبل كان ضابطًا بحريًا أمريكيًا، وعقب مشاركته في حرب الاستقلال تم تعيينه ملازما أول في البحرية الأمريكية، وفي يناير لعام 1799 تولى قيادة السفينة ذات الأربعة عشر مدفعًا بيكرينغ وأبحر بها حتى جزر الهند الغربية لحماية التجارة الأمريكية خلال فترة شبه الحرب مع فرنسا، وفي السابع من يونيو لعام 1799 أصبح بريبل نقيبًا بحريًا مفوضًا وتولى قيادة الفرقاطة إسكس في ديسمبر من نفس العام ثم أبحر بها في يناير لعام 1800 نحو المحيط الهادئ لتوفير الحماية ذاتها للأمريكين العاملين بالتجارة في شبه قارة الهند. بعد ذلك في عام 1803 تولى قيادة الأسطول الثالث، حيث كانت الفرقاطة كونستيتيوشن هي سفينة القيادة، وأبحر بها باتجاه الساحل البربري، وبحلول شهر أكتوبر من نفس العام كان قد توصل إلى عقد معاهدة مع المغرب وفرض حِصارًا قُبالة سواحل طرابلس في الحرب البربرية الأمريكية الأولى.

### حرب 1812
كان ستيفن ديكاتور ضابطًا بحريًا أمريكيًا اشْتُهِرَ بالأعمال البطولية التي قام بها في الحروب البربرية وفي حرب 1812، ويُعد ديكاتور أصغر ظابط يحصل على رتبة نقيب في تاريخ البحرية الأمريكية، كما أنه البطل العسكري القومي الأول في أمريكا الذي لم يلعب دورًا في الثورة الأمريكية.
كان جيمس لورانس بطلاً من أبطالِ البحرية الأمريكية، وخلال حرب 1812، تولى لورانس قيادة الفرقاطة يو إس إس تشيزبيك في معركةٍ بحرية وجها لوجه ضد الفرقاطة إتش إم إس شانون (بقيادة فيليب بروك)، وإلى الآن يشتهر لورانس بعبارته الأخيرة التي رددها أثناء احتضاره حيث صاح قائلاً «لا تتخلوا عن سفينتكم!»، وقد أصبحت هذه العبارة فيما بعد هتافا بحريا مشهورًا يتم ترديده حتى يومنا هذا.
كان جون هنري أوليك ضابطًا في البحرية الأمريكية، وقد أمتدت خدمته من حرب 1812 إلى نهاية حقبة ما قبل الحرب الأهلية، وخلال حرب 1812 خدم أوليك على متن السفينة الحربية إنتربرايز، وفي الرابع من سبتمبر لعام 1813 شارك في المعركة التي دارت بينها وبين سفينة إتش إم إس بوكسر، وبعد انتهاء المعركة لصالح الجانب الأمريكي، عُينَ أوليك قائدا على السفينة المأسورة.
كان توماس ماكدونو ضابطًا بحريًا أمريكيًا في أوائل القرن التاسع عشر، واشْتُهِرَ بقيادته للقوات البحرية الأمريكية في معركة بحيرة تشامبلين خلال حرب عام 1812، كما كان أحد الأعضاء البارزين في جماعة «بريبلز بويز» (Preble's Boys)، وهي جماعة صغيرة تشكلت من الضباط البحريين الذين شاركوا في الحرب البربرية الأمريكية الأولى، وغالبًا ما يتم الاستشهاد بأداءِ ماكدونو الرائع في معركة بحيرة تشامبلين الحاسمة كمثالٍ يُحتَذى به في الإعداد التكتيكي والتطبيق.

### بعثة تشالينجير
تم تكليف الفرقاطة إتش إم إس تشالينجير، والتي تم بناؤها عام 1858، بالقيام بأول بعثة عالمية للبحث البحري سنة 1872، وقد أُطلِقَ على هذه البعثة اسم بعثة تشالينجير، ومن أجل تسهيل عملية استكشاف الأعماق تم إزالة جميع مدافع الفرقاطة تشالينجير' باستثناء اثنين كما تم تقليل الساريات لإتاحة المزيد من المساحات على سطحها. حيث تم تركيب مختبراتٍ وقمراتٍ إضافية ومنصة تجريف خاصة. وتم تجهيز السفينة بعددٍ من الأدوات والأجهزة مثل جرار العينات، والكحول للحفاظ على هذه العينات، والمجاهر، والأدوات الكيميائية، وشباك الجر، والكاسحات، وموازين الحرارة، والقنان لأخذ عينات المياه، وفَوَادِن خيط السبر (ثقل رصاصي يعلق في خيط السبر)، وأجهزة جمع الرواسب من قاع البحر، وحبالٍ غاية في الطول لتثبيت الأدوات في أعماق المحيط. وبشكلٍ عام تم تزويد السفينة بمئة وواحدٍ وثمانين ميلٍ (291 كيلو متر) من الحبال المصنوعة من خيوط القنب الإيطالي لاستخدامها في سبر الأعماق والصيد بشباك الجر والتجريف. وبوصفها أول رحلة بحرية حقيقية تبحثت في علم المحيطات والبحار، فقد قامت هذه البعثة بوضع حجر الأساس لتخصصٍ أكاديمي وبحثي كامل.

### نهاية عصر الإبحار الشراعي
كغيره من معظم العصور المرحلية في التاريخ، يُعد هذا التعريف غير دقيق وهو أقرب أن يكون وصفًا عامًا. حيث يبدأ عصر الإبحار الشراعي تقريبًا من معركة ليبانتو البحرية عام 1571 والتي لعبت فيها المراكب الشراعية التي تُدفَع بالمجاديف دورًا هامًا، ويمتد إلى معركة هامبتون رودز البحرية عام 1862، والتي قامت خلالها السفينة الحربية سي إس إس فيرجينيا، والتي تعمل بقوة البخار، بتدمير السفن الحربية الشراعية يو إس إس كمبرلاند ويو إس إس كونغرس، حيث بلغت قوة البخار أوجها في ذلك الوقت وجعلت من عادة دفع السفن بالشراع أمرًا عفا عليه الزمن.

## الغواصات
يغطى تاريخ الغواصات التسلسل الزمني التاريخي والحقائق المتعلقة بالغواصات وهي عبارة عن السفن والقوارب التي تعمل تحت سطح الماء. ويُعد الإنجليزي ويليام بورن هو أول من اقْتَرَحَ فكرة القارب الحديث الذي يعمل تحت سطح الماء، حيث قام بتصميم نموذج أولي لغواصةٍ عام 1578، غير أن هذه الأفكار لم تتعدى مرحلة التخطيط. ويُعد أول قارب غاطس تم بناؤه في العصر الحديث هو ذلك الذي بناه الهولندي كورنيليوس جايكوبزون دريبيل عام 1620 للملك جيمس الأول: استنادًا على تصميمات ويليام بورن. وكان يتم دفع هذا القارب الغاطس باستخدام المجاديف. ومازالت الطبيعة الدقيقة لنوع هذا القارب أمرًا أُثيرَ حوله كثيرٌ من الجدل، حيث يزعُم البعض أنه لم يكن سوى جسم على شكل جرس يقوم قاربٌ آخر بقطره. وما بين 1620 و1624، تم اختبار نوعين مُعدَّلين في نهر التيمز.

## عصر الآلة البخارية
تم استخدام قوة البخار في دفع القوارب والسفن في سبعينات القرن الثامن عشر. فمع ظهور المحركات البخارية الاقتصادية، والمحركات الحرارية الفعالة التي تعمل بالاحتراق الخارجي والتي تعتمد على الطاقة الحرارية الموجودة في البخار وتحولها إلى شغل ميكانيكي، أصبحت القوة البخارية هي المحرك الأساسي للسفن. وقد ارتبطت هذه التقنية بالسفر عبر المحيطات فقط بعد عام 1815 عندما قام بيير أندريل بعبور القناة الإنجليزية على متن السفينة البخارية «إليز».

### ظهور السفن البخارية
أصبحت السفن البخارية، والمعروفة أيضًا بالبواخر، الطريقة الأساسية للسفر في عصر الآلة البخارية؛ حيث تم استخدام القوة البخارية لتحريك الدواسر أو عجلات التجديف، وكانت البواخر والقوارب النهرية باختلاف أحجامها تبحر في البحيرات والأنهار. وفي القرن التاسع عشر تم استبدال السفن البخارية بالسفن الشراعية تدريجيًا في النقل البحري التجاري، وبَدْءًا من عام 1815 ازدادت سرعة السفن البخارية وأحجامها بشكلٍ كبير.
تُعد السفن المدرعة سفنا حربية تستخدم قوة الدفع بالبخار، وقد ظهرت هذه السفن في أواخر القرن التاسع عشر، ويتم حمايتها بطبقاتٍ مصفحة من الحديد والصلب، وقد تم بناء هذه السفن المُدَرَّعَة نتيجة لضعف السفن الحربية الخشبية أمام القذائف المدفعية المتفجرة والحارقة. وتعتبرالبارجة الفرنسية لاجلوار أول سفينة مُدَرَّعَة في التاريخ، وقد أطلقتها البحرية الفرنسية في عام 1859؛ الأمر الذي شَجَّعَ البحرية الملكية البريطانية على بدء بناء هذه النوعية من السفن. وبعد أن وقع أول قتال بين السفن المُدَرَّعَة خلال الحرب الأهلية الأمريكية، أصبح الأمرُ جليًا أن البوارج المُدَرَّعَة قد حلت مكان السفينة الحربية الخطية غير المصفحة؛ وذلك لأنها السفن الحربية الأقوى على سطح البحار.

### حرب الاستقلال اليونانية

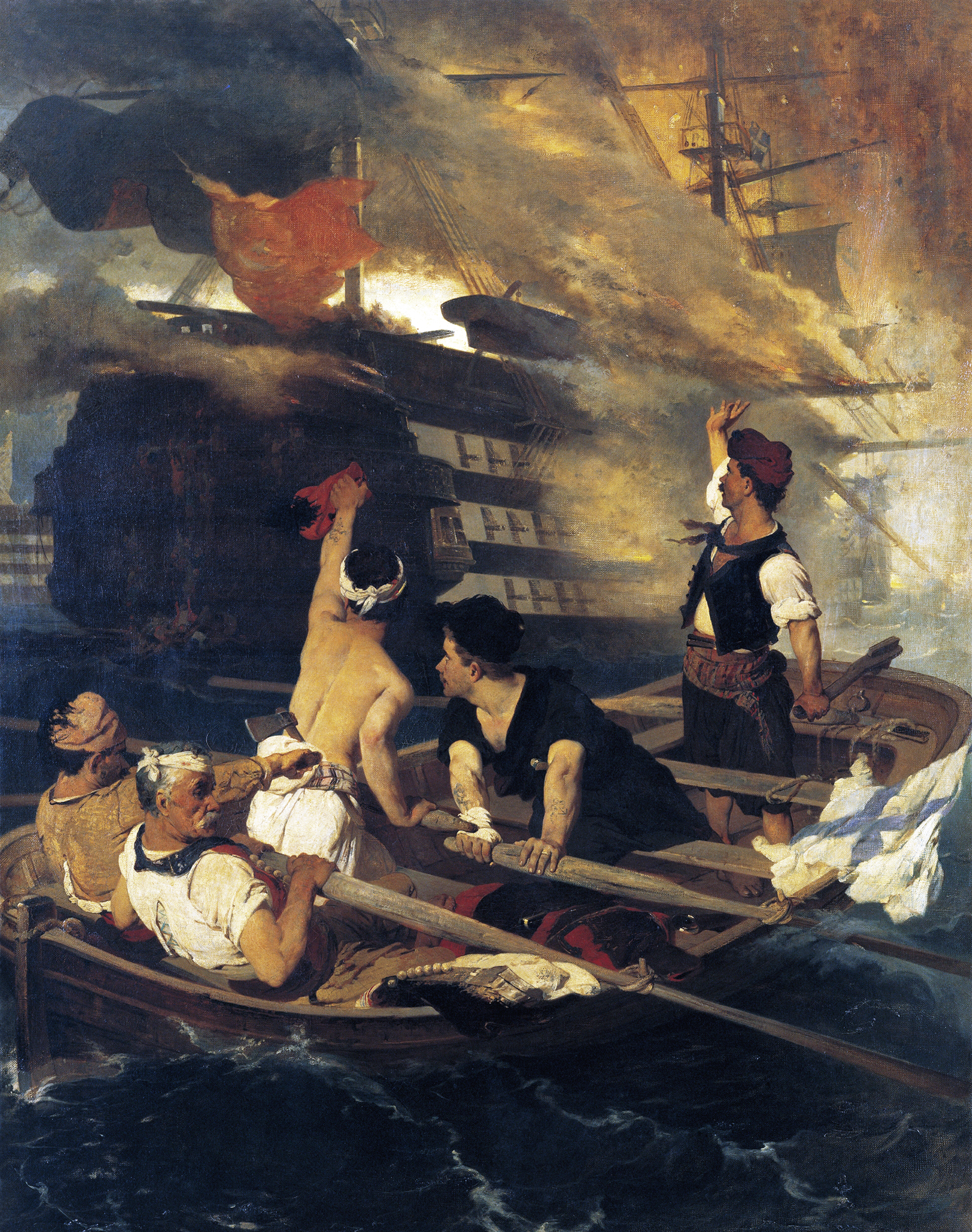
تحطم سفينة الأدميرال التركي على سواحل جزيرة خيوس (Chios) على يد قسطنطين كاناريس

حرب الاستقلال اليونانية هي حربٌ شَنَّها اليونانيون ضد العثمانيين للحصول على استقلالهم عن الإمبراطورية العثمانية، وقد حققت هذه الحرب أهدافها بنجاح. وقد كان الانتصار البحري على العثمانيين أمرًا ضروريًا جدًا بالنسبة لليونانيين. وذك لأنه إذا أخفق اليونانيون في مواجهة الأسطول العثماني، لقامت الأقاليم الأسيوية التابعة للإمبراطورية العثمانية بإرسال الإمدادات للحاميات العسكرية العثمانية المنعزلة بالإضافة إلى تعزيز الجيش البري، الأمر الذي كان سيؤدي إلى إجهاض الثورة بشكلٍ كاملٍ، وقد قرر اليونانيون استخدام سفن النار ووجدوا أنها سلاحٌ فعال ضد السفن العثمانية، كما تم استخدام الطرق الحربية التقليدية أيضًا أثناء المعارك التي برع فيها قادةٌ بحريون أمثال: أندرياز مياوليز ونيكوليس أبوستوليس وليكوفوس تومبازيس وأنتونيوس كريزيس. كما أن الانتصار المبكر للأسطول اليوناني في المواجهات المباشرة مع العثمانيين في معركتي باتراس وسبيتساي البحريتين زاد من ثقة الجنود بأنفسهم وساهم إسهامًا كبيرًا في نجاح الانتفاضة في بيلوبونيز. وبالرغم من تتابع الانتصارات في معارك ساموس وجيرونتاس، كانت الثورة مهددة بالفشل حتى أنقذها تدخل القوى العظمى في معركة نافارين عام 1827؛ حيث تمت هزيمة الأسطول العثماني هزيمة ساحقة بمساعدة الأسطول المُجمع المكون من أساطيل بريطانيا وفرنسا والإمبراطورية الروسية، حيث ضمنوا لليونان استقلالها التام عن الدولة العثمانية بنجاح.

### الفترة ما بين عام 1850 إلى نهاية القرن التاسع عشر
كانت أغلب السفن الحربية تعمل بقوة البخار إلى أن ظهر التوربين الغازي، حيث حلَّت السفن التي تعمل بالديزل محل السفن التي تعمل بقوة البخار في النصف الثاني من القرن العشرين.
بحرية الولايات الكونفدرالية (سي إس إن (CSN)) هي الفرع البحري للقوات المسلحة التابعة للولايات الكونفدرالية، وتم تأسيسها بموجب قانون أصدره الكونغرس الفيدرالي في الحادي والعشرين من فبراير 1861، وتولت هذه القوات البحرية مسئولية العمليات الكونفدرالية البحرية خلال الحرب الأهلية الأمريكية. تتلخص مهمات الأسطول الكونفدرالي في مهمتين رئيسيتين وهما: حماية الموانئ والسواحل الجنوبية من الغزو الخارجي، وتكبيد الشمال خسائر كبيرة عن طريق مهاجمة سفن التجار وخرق حصار الاتحاد.
وكان ديفيد فاراجوت أول قائد ملازم للقوات البحرية الأمريكية خلال الحرب الأهلية، وكان أيضًا أول عميد بحري وأول لواء بحري وأول أدميرال للبحرية، وهو مشهور في الثقافة الشعبية بمقولته الشهيرة في معركة خليج موبيل، غير أن الكثير يشككون في صحة هذه العبارة والتي عادةً ما يتم إعادة صياغتها في جملة: «اللعنة على الطوربيدات، استمر بأقصى سرعة إلى الأمام!».
كان فرانكلين بوتشانان ضابطًا في بحرية الولايات المتحدة ثم أصبح أدميرالا في البحرية الكونفدرالية في الحرب الأهلية الأمريكية، وقام بقيادة السفينة المُدَرَّعَة سي إس إس فيرجينيا، حيث كان نقيبًا للسفينة المدرعة سي إس إس فيرجينيا (يو إس إس ميريماك سابقًا) في معركة هامبتون رودزالبحرية بولاية فيرجينيا، حيث صعد إلى السطح العلوي للسفينة فيرجينيا وبدأ في إطلاق النار بشراسة تجاه الشاطئ باستخدام القربينة حتى قام بقصف السفينة يو إس إس كونغرس، غير أنه أُصيب في فخذه عندما أطلق عليه قناص ماهرٌ طلقة من النوع ميني بول (minie ball)، وفي النهاية تعافى بوتشانان من هذه الإصابة، إلا أن لم يتول أبدًا قيادة السفينة فيرجينيا ضد السفينة يو إس إس مونيتور، فقد ذهب هذا الشرف إلى كاتسبي آب روجر جونز، وقد كبد بوتشانان البحرية الأمريكية الخسارة الأكبر في تاريخها حتى حادثة ميناء بيرل هاربر.
كان رافاييل سيمز ضابطًا في بحرية الولايات المتحدة من عام 1826 إلى عام 1860 وضابطًا في بحرية الولايات الكونفدرالية من عام 1860 إلى عام 1865، وخلال فترة الحرب الأهلية الأمريكية كان سيمز نقيبًا لمدمرة السفن التجارية سي إس إس ألاباما، وسجل خمسة وخمسين جائزة، بعد ذلك تمت ترقيته إلى رتبة أدميرال كما خدم لفترة قصيرة كضابط برتبة عميد في جيش الولايات الكونفدرالية.
في إيطاليا، كان كارلو بليون دي بيرسانو أدميرالاً إيطاليًا وقائدًا لأسطول ريجيا مارينا (الأسطول الملكي الإيطالي) في معركة ليسا البحرية، وتولى قيادة الأسطول من عام 1860 إلى عام 1861، وقد شَهِدَ الكثير من المعارك خلال الكفاح من أجل توحيد إيطاليا،
وبعد التوحيد تم انتخابه في الهيئة التشريعية، وأصبح وزيرًا البحرية في عام 1862 وتم اختياره عضوًا في مجلس شيوخ عام 1865، ولكن تضررت وظيفته خلال الحرب مع النمسا عندما قاد الأسطول الإيطالي في ليسا، وقد أدت هذه هزيمة إلى اتهامه بالتقصير وإقالته من منصبه.
وعودة أخرى إلى أمريكا، حيث كان تشارلز إدجر كلارك ضابطًا في بحرية الولايات المتحدة أثناء الحرب الأهلية الأمريكية والحرب الأمريكية الإسبانية، وتولى قيادة البارجة أوريجون في الترسانة البحرية لجزيرة مير إيلاند في سان فرانسيسكو، وعندما هبت ساعة الحرب مع إسبانيا، تلقى كلارك أوامر بأن ينطلق إلى سواحل كي ويست، بولاية فلوريدا بأقصى سرعة، وبعد رحلته الأكثر شهرة حول كيب هورن التي تجاوزت 14,000 ميل (23,000 كـم)، انضم كلارك للأسطول الأمريكي في مياه كوبا (Cuba) في السادس والعشرين من مايو، وفي الثالث من يوليو قاد سفينته وقام بتدمير أسطول الأدميرال سيرفيرا.
كان جورج ديوي أدميرالا في بحرية الولايات المتحدة، واشْتُهِرَ بانتصاره (دون أن تُزهق روحٌ واحدة من أرواح جنوده في المعركة، ومات رجلٌ واحد فقط نتيجةً لأزمةٍ قلبية) في معركة خليج مانيلا في الحرب الأمريكية الإسبانية، وهو أيضًا الوحيد في تاريخ الولايات المتحدة الذي نال رتبة أدميرال البحرية، وهي أعلى رتبة في البحرية الأمريكية.
كان جاريت جي بيندرجراست ضابطًا في بحرية الولايات المتحدة خلال الحرب الأهلية الأمريكية، وكان قائدًا للسفينة بوسطن خلال الحرب الأمريكية المكسيكية عام 1846، وأرسل سفينة ميريماك في مهمة عام 1856، السفينة التي أُطْلِقَ عليها فيما بعد اسم فيرجينيا.
كان لويس نيكسون مديرًا لبناء السفن، ومهندسًا بحريًا وناشطًا سياسيًا، تخرج نيكسون في الأكاديمية البحرية عام 1882 وكان الأول على دفعته، وتم إرساله لدراسة الهندسة البحرية في الكلية البحرية الملكية وتخرج أيضًا الأول على دفعته عام 1885، وصمم نيكسون عام 1890 بمساعدة بنَّاء بحري مساعد يُدعى ديفيد دابليو تيلور البوارج من فئة إنديانا والتي شملت: يو إس إس إنديانا ويو إس إس ماسَّاشوسيتس ويو إس إس أوريجون.
كان باتريسيو مونتوخو القائد البحري الإسباني في معركة خليج مانيلا (الأول من مايو لعام 1898)؛ وهي معركة حاسمة من معارك الحرب الأمريكية الإسبانية، وعند اندلاع الحرب الأمريكية الإسبانية كان مونتوخو أيضًا قائدًا للأسطول الإسباني الذي دمره الأسطول الأسيوي للولايات المتحدة في معركة خليج مانيلا في الأول من مايو لعام 1898، وقد أُصيب مونتوخو في هذه المعركة هو وأحد ولديه الذين شاركا في المعركة. وألحقت القوات البحرية للولايات المتحدة بالأسطول الإسباني في المحيط الهادئ هزيمةً ساحقةً عند مرساه في خليج مانيلا بالفلبين بقيادة العميد البحري جورج ديوي، وكان مصير معظم السفن الإسبانية السبعة إما الغرق أو الاستسلام.

## القرن العشرون
في القرن العشرين، حلَّ محرك الحرق الداخلي والتوربين الغازي محل المحرك البخاري في أغلب تطبيقات السفن، ومن أهم هذه التطبيقات كان السفر عبر المحيطات مثل: السفر عبر المحيط الأطلنطي والسفر عبر المحيط الهادئ، حيث حلَّت عابرات المحيط المنتظمة التي تعمل بقوة البخار محل سفن الإبحار الشراعية، ثم تطورت هذه العابرات إلى عابرات المحيط المنتظمة الضخمة مثل سفينة آر إم إس تيتانيك، والتي أدى غرقها إلى وضع قواعد النظام العالمي للإستغاثة والسلامة البحرية (GMDSS).

### الأحداث البحرية في الحرب العالمية الأولى

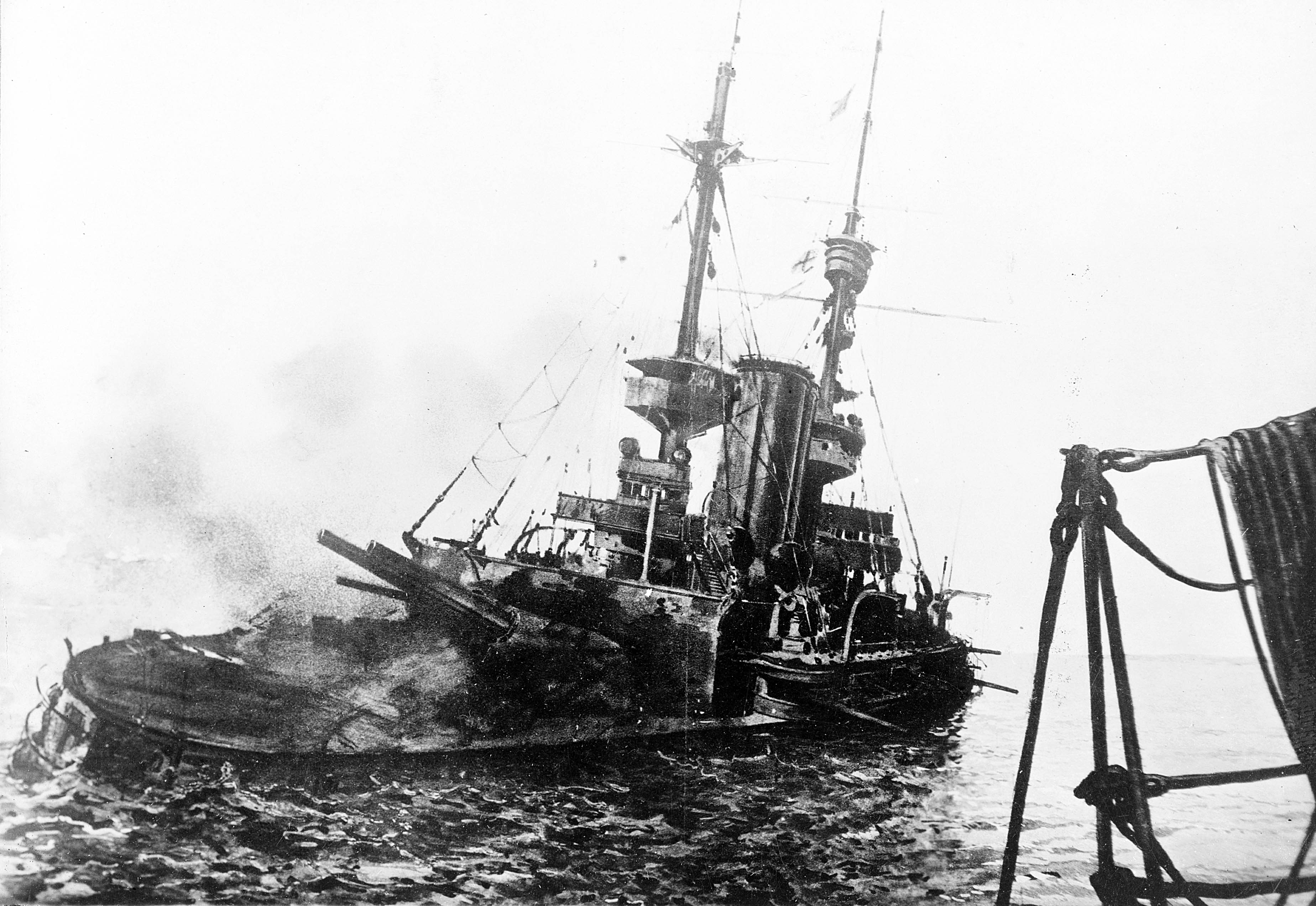
إتش إم إس إريزيستابل وهي تغرق بعد أن تركها الجنود في (معركة جاليبولي)

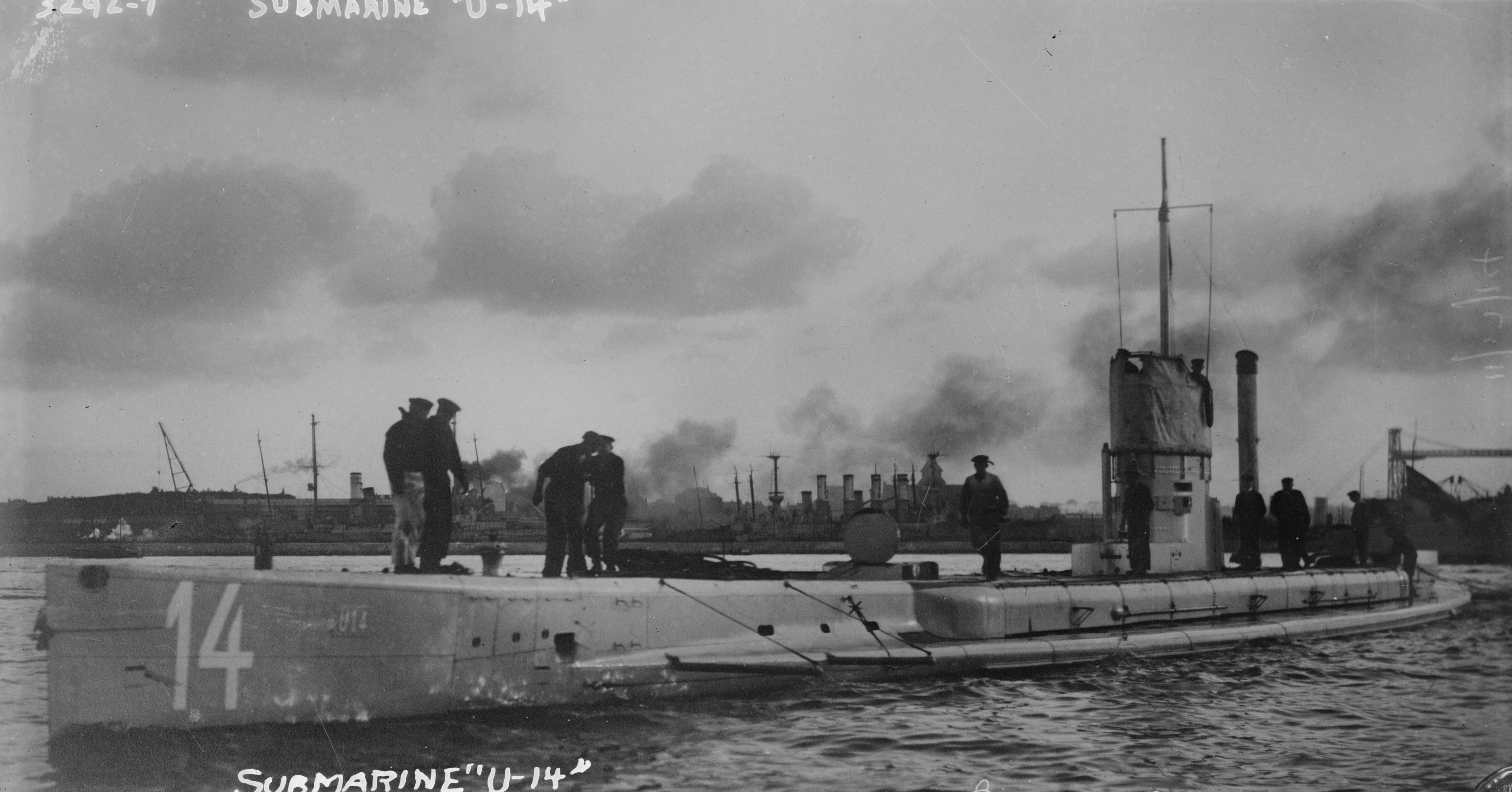
الغواصة الألمانيةيو 14

في بداية الحرب العالمية الأولى قامت الإمبراطورية الألمانية بنشر الطرادات في جميع أنحاء العالم، وفيما بعد تم استخدام بعض هذه الطرادات لمهاجمة السفن التجارية لقوات التحالف البريطانية، وكانت البحرية الملكية البريطانية تقوم بمطاردة هذه السفن بشكلٍ دوري، غير أن عدم قدرتها على حماية النقل البحري لحلفائها سبب بعض الإحراج لها، فعلى سبيل المثال، قامت الطرادة الخفيفة (إمدن) التابعة لقاعدة أسطول شرق آسيا في تسينغتاو بأسرِ أو تدميرِ خمس عشرة سفينة تجارية بالإضافة إلى إغراق طرادة روسية ومدمرة فرنسية، ومع ذلك فإن الأسطول الألماني الموجود في شرق آسيا، والمكون من الطراديتن المُدَرَّعتين (شارنهورست) و (جنايزناو) والطرادتين الخفيفتين (نورمبرج) و (لايبزج) بالإضافة إلى سفينتي نقل، لم يتَلَقَّ أي أوامر بالإغارة على حركة النقل البحري، وقد كان في طريق العودة إلى ألمانيا عندما تم تدميره في معركة جزر فوكلاند في ديسمبر لعام 1914.
وبعد اندلاع أعمال العنف بين البلدين، سرعان ما قامت بريطانيا بفرض حصارٍ بحري على ألمانيا، الأمر الذي منع وصول الإمدادات إلى موانيها، حيث قامت بقطع الإمدادات العسكرية والمدنية عن ألمانيا، وقد أثبتت هذه الإستراتيجية جدارتها على الرغم من أن مثل هذا الحصار ينتهك قواعد القانون الدولي المتعارف عليها والمستمدة من المواثيق والاتفاقات الدولية، حيث كان جائزًا نشر سفن الحصار في حدود نطاقٍ يبلغ ثلاثة أميال (5 كم)، غير أن بريطانيا قامت بزرع ألغامٍ في المياه الدولية لمنع أية سفينة من الدخول إلى قطاعاتٍ كاملة من المحيط، الأمر الذي شَكَّلَ خطرًا كبيرًا حتى على السفن المحايدة، وعلى الرغم من أن هذا التكتيك الحربي لم يُقابل بردود فعلٍ كبيرة، إلا أن البعض توقع رد فعلٍ أقوى بشأن هدف ألمانيا من الاستخدام غير المحدود لغواصاتها في الحرب.
كذلك فقد حاولت الغواصات الألمانية قطع خطوط الإمداد بين أمريكا الشمالية وبريطانيا، وتتميز طبيعة حرب الغواصات بأن الهجمات فيها تأتي دون سابق إنذار، لتعطي أطقم السفن التجارية أملاً ضئيلاً في النجاة، وبعد الغرق المخزي لسفينة الركاب آر إم إس لوسيتانيا في عام 1915، وعدت ألمانيا بعدم استهداف عابرات المحيط المنتظمة الخاصة بالركاب. وفي عام 1916، أعلنت الولايات المتحدة احتجاجها على غرق عبارة نقل الركاب عبر القناة، تعديل ألمانيا لقواعدها الخاصة بالاشتباك، وفي أوائل عام 1917 تبنت ألمانيا سياسة حرب الغواصات غير المقيدة، بعد إدراكها أن الأمريكيين سوف ينضمون إلى الحرب في نهاية الأمر، كما سعت ألمانيا إلى تضييق الخناق على الممرات البحرية الخاصة بقوات التحالف قبل أن تتمكن الولايات المتحدة من إرسال جيشٍ كبير عبر البحار.
وفي عام 1917 تراجع تهديد الغواصات الألمانية، عندما تم إدخال السفن التجارية ضمن قوافل ترافقها المدمرات. ومن ثَمَّ صعّب ذلك التكتيك مهمة تلك الغواصات في إيجاد أهدافها، فمن الممكن أن تقوم المدمرات المصاحبة بإغراق غواصة باستخدام قذائف الأعماق، لذلك فقد قلت الخسائر الناجمة عن هجمات الغواصات بشكلٍ كبير، إلا أن نظام القوافل أبطأ من عملية تدفق الإمدادات، وكان عمل برنامج ضخم لبناء سفن شحن جديدة بمثابة الحل الأمثل لذلك التأخير. كما كانت سفن الجند المتنوعة عالية السرعة بصورةٍ لا تقدر الغواصات على مواكبتها، كما أنها ليست بحاجة للسفر شمال الأطلسي في قوافل.
كذلك فقد شهدت الحرب العالمية الأولى أول استخدام لحاملات الطائرات في القتال، حيث تم إطلاق الطائرة المقاتلة سوبويز كاميلز من حامل الطائرات الموجود على سطح السفينة إتش إم إس فيوريس في الغارة الناجحة على حظائر المناطيد الموجودة في مدينةتوندر في يوليو عام 1918.

### الأحداث البحرية في الحرب العالمية الثانية

#### معركة الأطلسي

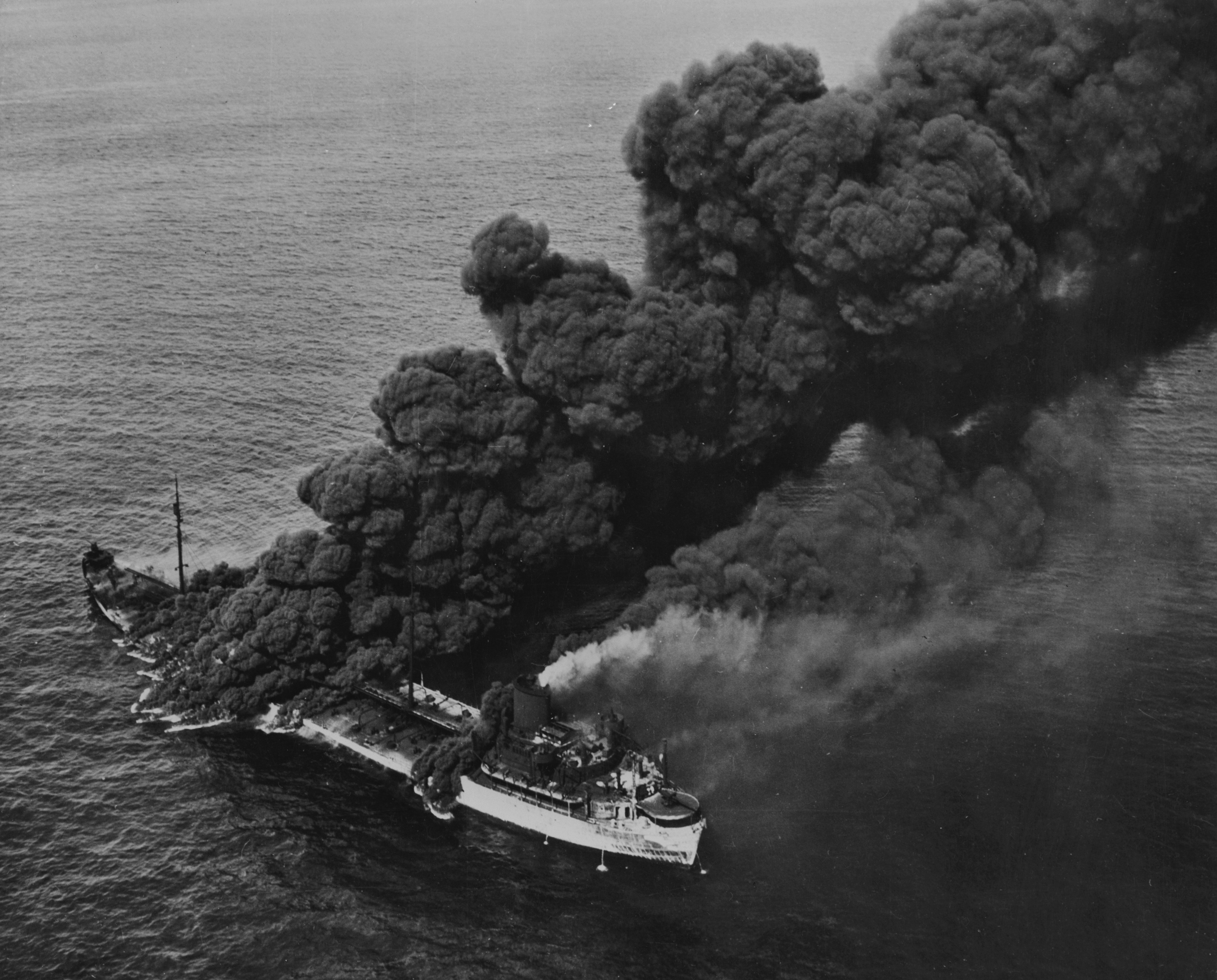
الناقلة إم إس بنسلفانيا صن، بعد أن نسفتهاالغواصة يو 571 في الخامس عشر من يوليو عام 1942

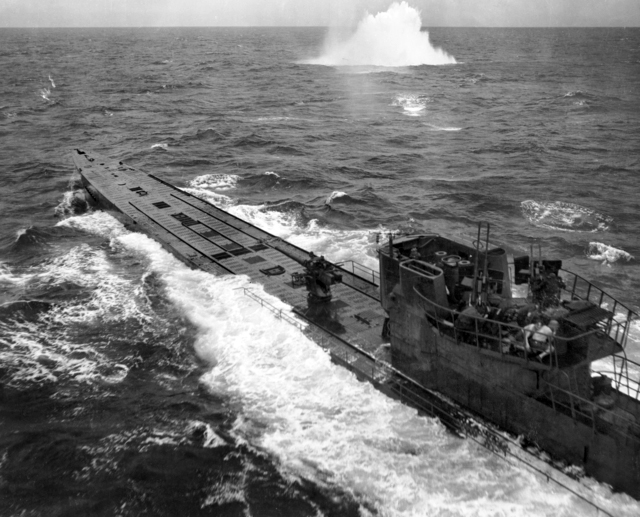
غواصة ألمانية قيد هجوم شنته الطائرات التابعة لقوات التحالف عام 1943

في شمال الأطلسي، حاولت الغواصات الألمانية قطع خطوط الإمداد المؤدية إلى المملكة المتحدة عن طريق إغراق السفن التجارية، حيث قامت بإغراق ما يزيد عن 110 سفينة في الشهور الأربعة الأولى من عمر الحرب، وبالإضافة إلى مهاجمة سفن الإمدادات كانت الغواصات الألمانية تقوم بمهاجمة السفن الحربية البريطانية والكندية من حينٍ لآخر، حيث قامت واحدة من الغواصات الألمانية بإغراق حاملة الطائرات البريطانية إتش إم إس كوراجيوس، بينما نجحت أخرى في إغراق البارجة إتش إم إس رويال أوك في مرساها الرئيسي عند منطقة سكابا فلو.
وفي صيف عام 1941، انضم الاتحاد السوفيتي إلى قوات التحالف. وعلى الرغم من امتلاك الاتحاد السوفيتي لأعدادٍ ضخمة من جنود الاحتياط، إلا أنهم فقدوا الكثير من معداتهم وقاعدتهم التصنيعية في الأسابيع القليلة الأولى التي تَلَت الغزو الألماني، ومن ثَمَّ حاولت قوات التحالف الغربية تصحيح الوضع عن طريق إرسال القوافل القطبية، والتي أبحرت من المملكة المتحدة والولايات المتحدة إلى الموانئ الشمالية للاتحاد السوفيتي - عند أرخانغلسك ومورمانسك، وقد كان الطريق الوعر المتعرج الذي يمتد حول الرأس الشمالي في النرويج موقعًا للعديد من المعارك في محاولات ألمانيا المستمرة لعرقلة القوافل باستخدام الغواصات الألمانية، وقاذفات القنابل، والسفن التي تطفو على سطح الماء.
وعقب دخول الولايات المتحدة الحرب في ديسمبر عام 1941، أغرقت الغواصات الألمانية سفن الشحن بامتداد الساحل الشرقي للولايات المتحدة وكندا، وفي المياه المحيطة بنيوفاوندلاند، وفي البحر الكاريبي، وخليج المكسيك، وفي بداية الأمر كانت هذه المحاولت ناجحة للغاية لدرجة أن أطقم هذه الغواصات أطلقوا على معركة الأطلسي الثانية اسم المرة الثانية السعيدة أو «موسم صيد الأمريكان»، وفي نهاية المطاف، أدت عادة إطفاء أنوار الشواطئ ونظام القافلة المتداخلة إلى تراجع الهجمات وتحويل الغواصات الألمانية لعملياتها إلى منتصف الأطلسي.
وقد حدثت نقطة التحول في معركة الأطلسي في أوائل عام 1943 عندما طوَّرَت قوات التحالف تكتيكاتها البحرية، بشكل أكثر فاعلية مستفيدةً في ذلك من التكنولوجيا الحديثة لمواجهة الغواصات الألمانية، حيث قامت قوات الحلفاء بإنتاج سفن أسرع من أن يتم إغراقها، كما قللت من عدد السفن التي تفقدها عن طريق استخدام نظام القوافل، ويعني تحسين الحرب المضادة للغواصات إن توقع البقاء على قيد الحياة لطاقم الغواصة الألمانية التقليدية سوف يتم قياسه بالشهور، بعدئذٍ ظهرت الغواصة الألمانية طراز 21 المُعدَّلة قُبَيْل انتهاء الحرب، غير أنها ظهرت بعد فوات الآوان ولم تستطع أن تغير من النتائج. وقد حدثت آخر معركة بحرية كبيرة بين البحرية الملكية والبحرية الألمانية في ديسمبر 1943، وفي معركة الرأس الشمالي البحرية، تم إغراق البارجة الألمانية شارنهورست، حيث هاجمتها عدد من السفن منها البارجة إتش إم إس ديوك أوف يورك والطرادة الخفيفة إتش إم إس بيلفاست بالإضافة إلى مدمراتٍ عدة أخرى.

#### حرب المحيط الهادئ

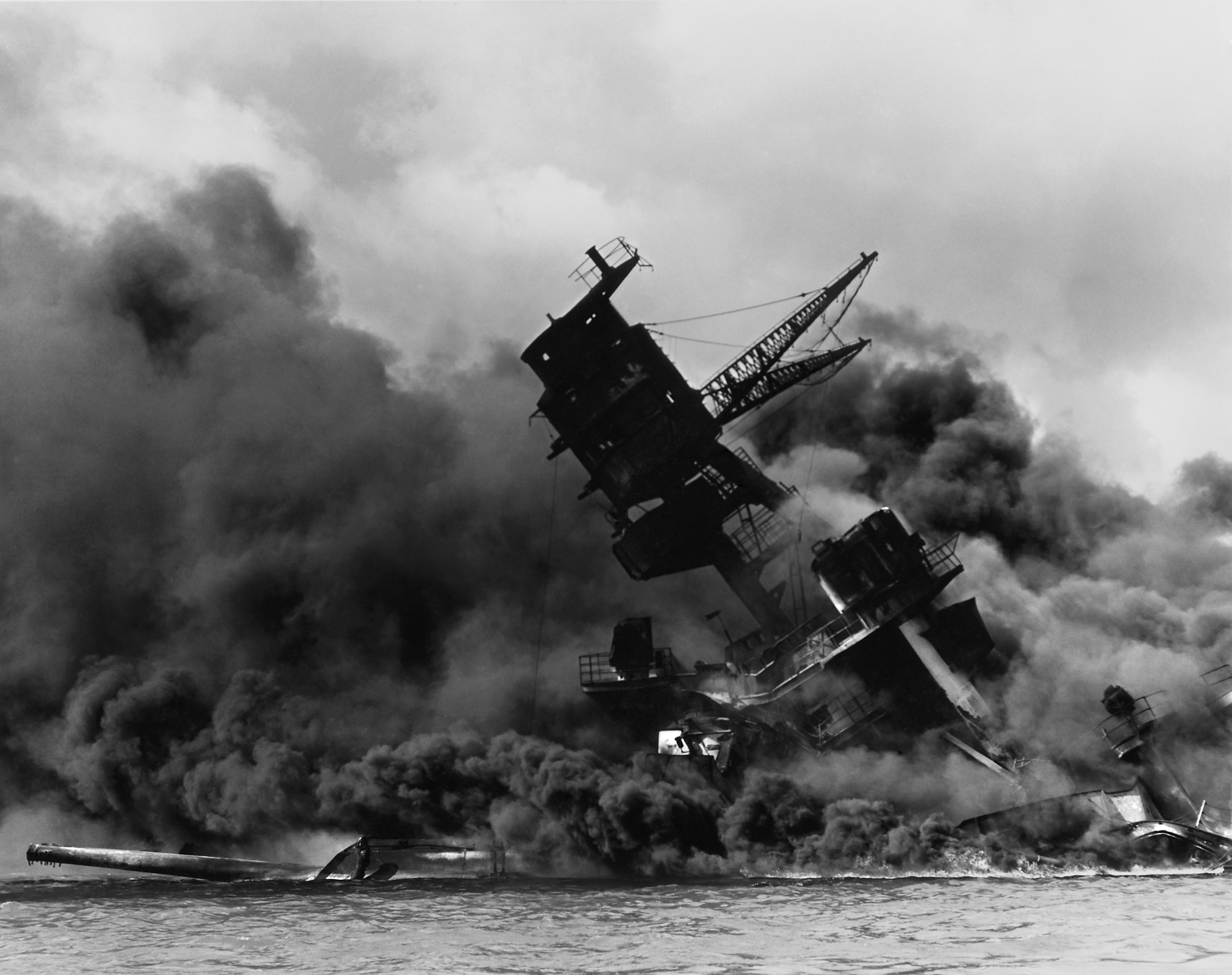
السفينة الحربية يو إس إس أريزونا تحترق بعد الهجوم الياباني على ميناء بيرل هاربر

كانت حرب المحيط الهادئجزءًا من الحرب العالمية الثانية—وما سبقها من صراعات—والتي وقعت في المحيط الهادئ، وجزره، وفي شرق آسيا في الفترة ما بين السابع من يوليو عام 1937 والرابع عشر من أغسطس عام 1945، حيث وقت المعارك الأكثر حسمًا عقب هجوم الإمبراطورية اليابانية على بلدان مختلفة، فيما عُرِف بعد ذلك باسم الحلفاء (أو قوات التحالف)، في السابع من ديسمبر لعام 1941 أو ما تلاها، بما في ذلك الهجوم على القوات الأمريكية في ميناء بيرل هاربر. ويعد الهجوم على ميناء بيرل هاربر (الذي تسميه القيادة العامة الإمبراطورية لليابان بعملية هاواي أو العملية Z ويسميه بعض الأمريكيين معركة بيرل هاربر) غارة مفاجئة قام بها الأسطول الإمبراطوري الياباني ضد القاعدة البحرية الأمريكية في بيرل هاربر، بولاية هاواي صباح يوم السابع من ديسمبر لعام 1941، وكان ذلك الهجوم بمثابة إجراء وقائي لمنع أسطول الولايات المتحدة في المحيط الهادئ من التأثير على مجريات الحرب التي خططت لها الإمبراطورية اليابانية في جنوب شرق آسيا، ضد بريطانيا وهولندا، فضلاً عن القوات الأمريكية المتواجدة في الفلبين. حيث قامت 353 طائرةٍ يابانية بشن هجمتين على القاعدة، وانطلقت هذه الطائرات من ست حاملات للطائرات، وقد مثَّل ذلك الهجوم صدمةً شديدةً للشعب الأمريكي، كما أدى إلى دخول الولايات المتحدة بشكلٍ مباشر في الحرب العالمية الثانية في مسارح العمليات في أوروبا والمحيط الهادئ. وبالرغم من السوابق التاريخية المتعددة للهجمات العسكرية المفاجئة، إلا أنَّ عدم إدلاء اليابان بأي تحذيرٍ رسمي بشأن الهجوم خاصةً في الوقت الذي كانت فيه المفاوضات لا تزال قائمة بين الطرفين قد أدى إلى إعلان الرئيس الأمريكي فرانكلين روزفلت أن يوم السابع من ديسمبر لعام 1941 هو «التاريخ الذي سيظل عارًا للأبد».
وبين عامي 1942 و1945 كان هناك أربعة مسارح للعمليات في حرب المحيط الهادئ حددتها القيادات الرئيسة لقوات التحالف وتناسبت معها في الحرب على اليابان، وتشير مصادرٌ أمريكية إلى مسرحين في حرب المحيط الهادئ: وهي مسرح عمليات المحيط الهادئ (PTO) ومسرح عمليات الصين وبورما والهند (CBI)، ومع ذلك لم تكن تلك قيادات عمليات، ففي مسرح عمليات المحيط الهادئ، قامت قوات التحالف بتقسيم المراقبة التشغيلية لقواتها على قيادتين علويتين هما مناطق المحيط الهادئ ومنطقة جنوب غرب المحيط الهادئ.

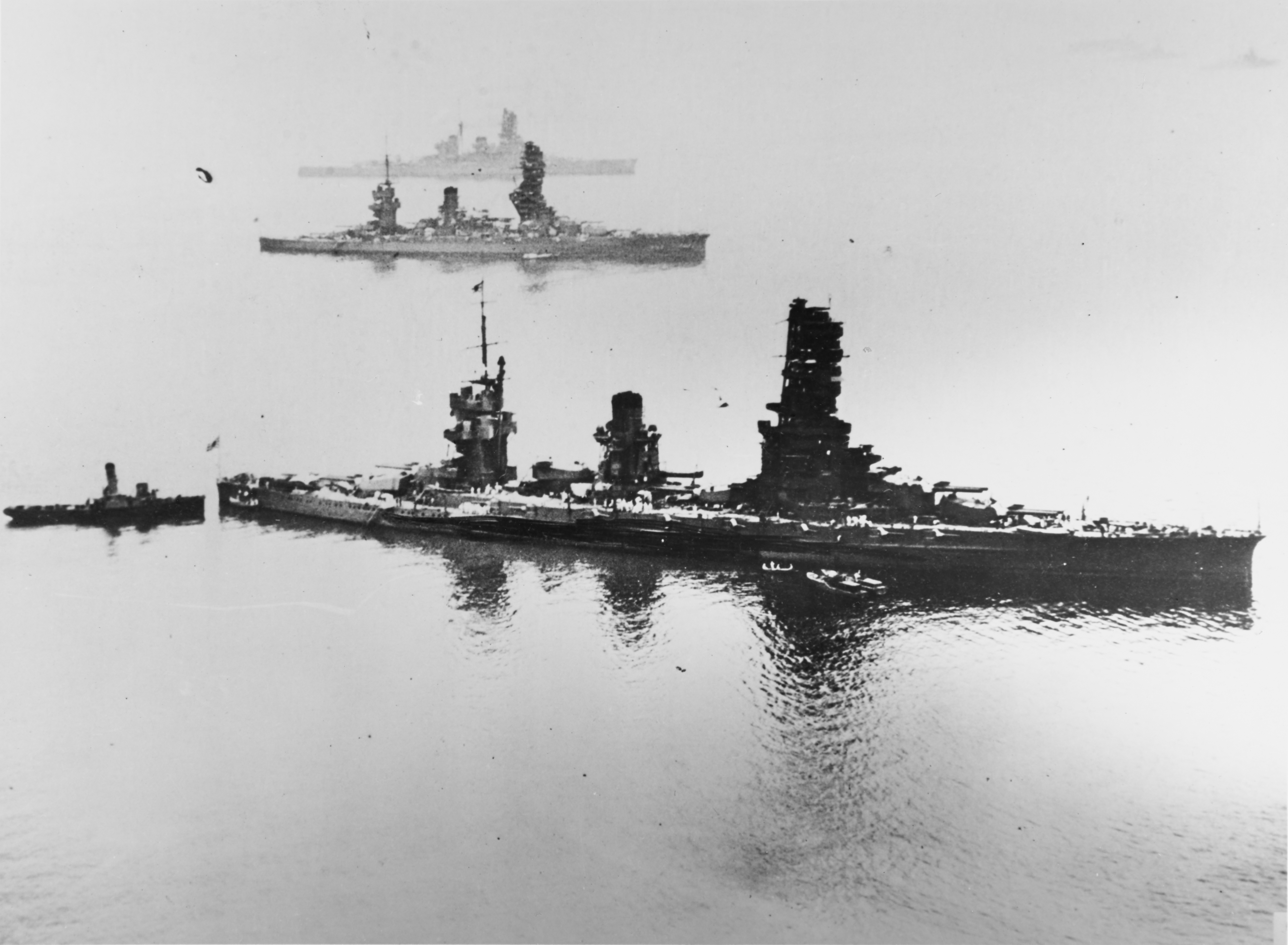
البوارج اليابانيةياماشيرو، وفوسو، وهارونا (على بعدٍ أكبر).

تُعد إستراتيجية الوثب استرتيجية عسكرية مهمة في مسرح عمليات حرب المحيط الهادئ في الحرب العالمية الثانية، حيث كان الهدف من الإستراتيجية التي اتبعها رؤساء أركان حرب قوات التحالف في الحرب العالمية الثانية، والتي بدأت بعملية كارتوييل، هو تجنب المواقع اليابانية الحصينة وتركيز موارد الحلفاء المحدودة بدلاً من ذلك على الجزر ذات الأهمية الإستراتيجية والتي لم تكن محمية بشكلٍ كافٍ، ولكنها كانت قادرة على دعم الوصول إلى الجزر الرئيسة في اليابان، كما أمكن تطبيق هذه الإسترتيجية بصورةٍ جزئية؛ حيث استخدمت قوات التحالف الغواصات وقامت بشن الغارات الجوية لمحاصرة القواعد اليابانية وعزلها، الأمر الذي أضعف الحاميات وقلل من القدرة اليابانية على إعادة الإمداد وتعزيز قواتها. ولذا فإن القوات الموجودة على الجزر التي تم تجاوزها، مثل القاعدة الأساسية الموجودة في رابول، كانت عديمة الفائدة بالنسبة للحرب اليابانية وتم هجرها بشكلٍ كاملٍ.
وأسفرت المعارك الضارية في الجزر اليابانية الرئيسة مثل معارك إيو جيما، وأوكيناوا وغيرها عن وقوع عددٍ مروعٍ من الضحايا في كلا الجانبين، ولكنها أدت في النهاية إلى انسحاب اليابان. وبعد خسارة اليابان لمعظمِ طياريها الأَكْفَاء في الحرب، فقد أكثرت من استخدامها لتكتيكات الكاميكاز وهي كلمةٌ تُطلَق على الهجمات الانتحارية التي قام بها الطيارون اليابانيون ضد سفن الحلفاء في الجزء الأخير من حملة المحيط الهادئ، وذلك في محاولة منهم لتكبيد قوات التحالف خسائر فادحة بدرجةٍ غير مقبولةٍ. وبعد حدوث نقطة التحول في المحيط الهادئ حيثُ هُزِمَ ثلث أسطول البحرية الإمبراطورية اليابانية في معركة ميدواي، أوصت وزارة البحرية الأمريكية باتخاذ مواقفٍ متباينة كان بعضها مع غزو اليابان عام 1945 بينما عارض البعض الآخر هذه الفكرة، وقد اقترح البعض فكرة إجبار اليابان على الاستسلام من خلال فرض حصارٍ بحريٍ كاملٍ عليها أو من خلال شن الغارات الجوية.

### النصف الثاني من القرن العشرين
في النصف الثاني من القرن العشرين كانت سفنٌ عدة وبالتحديد حاملات الطائرات والغواصات النووية وكاسحات الجليد النووية تعمل بالدفع البحري بالطاقة النووية. كما أضافت أجهزةٌ مثل السونار وأجهزة الإرسال إلى التقنيات الملاحية القائمة حينئذٍ.
وقد تم فرض العديد من الحصارات البحرية في مختلَف أنحاء العالم. حيث قامت مصر بفرض حصارٍ بحري على مضيق تيران قبل نشوب حرب السويس عام 1956 والحرب العربية الإسرائيلية عام 1967. كما فرضت الولايات المتحدة الأمريكية حصارًا على كوبا أثناء أزمة الصواريخ الكوبية في عام 1962، كذلك فقد قامت إسرائيل بفرض حصارٍ بحري على قطاع غزة منذ اندلاع الانتفاضة الفلسطينية الثانية في عام 2000 ولا يزال هذا الحصار قائمًا حتى الآن. وقد تكرر حصار إسرائيل البحري على بعض سواحل لبنان أو جميعها وذلك أثناء الحرب الأهلية اللبنانية (1975–1990) وحرب لبنان عام 1982 وصراع جنوب لبنان من عام 1982 إلى عام 2000 واستكملته أثناء العدوان الإسرائيلي على لبنان عام 2006.

#### أزمة الصواريخ الكوبيّة

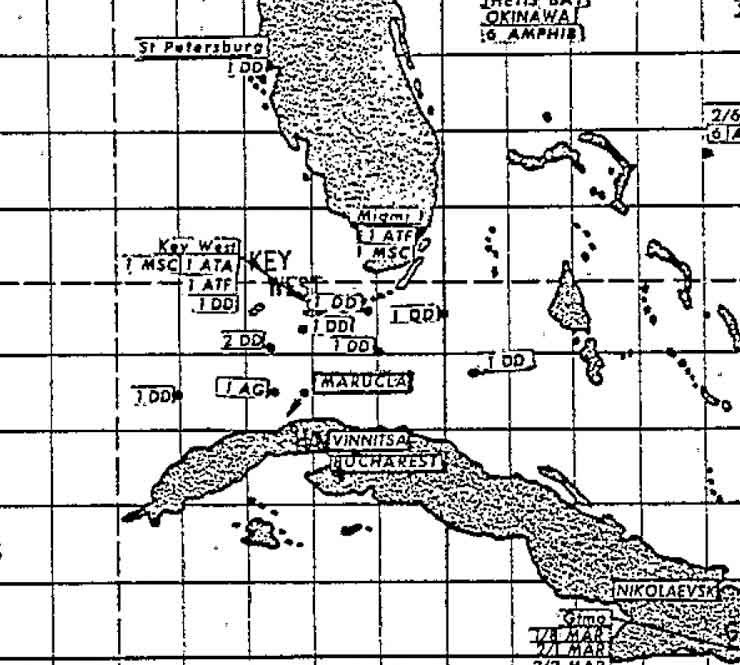
تُشير هذه الصورة إلى إحدى الخرائط التي تم الكشف عنها للأسطول البحري الأمريكي في الأطلسي، وتوضح موقع السفن الأمريكية والسوفيتية في ذروة هذه الأزمة.

تُعد أزمة الصواريخ الكوبية إحدى المواجهات التي حدثت أثناء الحرب الباردة، واندلعت هذه الأزمة بين حكومة الولايات المتحدة الأمريكية وحكومة الاتحاد السوفيتي وحكومة كوبا. وعقب قيام الولايات المتحدة بنشر خمسة عشر صاروخًا بالستيًا من نوع جوبيتر متوسط المدى بالقرب من مدينة أزمير التركية، كشَفت صور الاستطلاع الأمريكية عن وجود قواعد صواريخ مماثلة تحت الإنشاء في كوبا تعد في ردٍ على ذلك التهديد الأمريكي. وقد تزامنت هذه الأزمة مع الحرب الصينية الهندية التي بدأت في التاريخ نفسه الذي أعلنت فيه الولايات المتحدة حصارها على كوبا. ويعتقد المؤرخون أن تزامن الهجوم الصيني على الأرض المتنازَع عليها في الهند مع أزمة الصواريخ الكوبية لم يكن صدفةً بل كان أمرًا مقصودًا، ففي الثاني والعشرين من أكتوبر أيّد أعضاء منظمة البلدان الأمريكية بالإجماع قرار فرض الحصار على كوبا، حيث قامت الولايات المتحدة الأمريكية في نهاية اليوم بإعداد 180 سفينةٍ بحريةٍ أمريكية تمهيدًا للحصار. وزعم رئيس الاتحاد السوفيتي نيكيتا خروتشوف أن هذا الحصار غير قانوني وأمر السفن بتفادي هذا الحصار.
وتم فرض الحصار في تمام الساعة العاشرة صباحًا من يوم الرابع والعشرين من أكتوبر في الوقت الذي كانت فيه تسع عشرة سفينة من سفن الاتحاد السوفيتي في طريقها إلى كوبا. حيث تم رصد ست عشرة سفينة منهم تعكس طريقها في حين واصلت الناقلة بوخارست طريقها إلى الحدود البحرية الأمريكية، أما السفينتان جاجارين وكوميلز فقد تبيّن فيما بعد أنهما كانتا على بُعد بضعة أميال من الحدود البحرية الأمريكية وكانت برفقتهما غواصة سوفيتية متمركزة بينهما. حيث تم تكليف حاملة الطائرات يو إس إس إسكس باعتراض طريق هذه الغواصة واستخدام «متفجرات بسيطة» إذا لزم الأمر. وفي تمام الساعة 25:10 صباحًا تسلّم جون ماكون خطابًا من المخابرات الأمريكية أعلن بعده عن غرق هذه السفن في المياه. ومال دين راسك على ماك جورج باندي قائلاً: «نحن الآن مسيطرين على الموقف وأعتقد أن الطرف الثاني قد تراجع». وعقب المفاوضات السرية والمشاورات التي جرت بين الاتحاد السوفيتي وحكومة الرئيس كينيدي، وافق كينيدي على إزالة جميع قواعد الصواريخ المبنيَّة على حدود الاتحاد السوفيتي بموجب قرار منظمة حلف شمال الأطلسي (الناتو) شريطة أن يقوم خروتشوف بإزالة جميع قواعد الصواريخ الموجودة في كوبا.

#### حادثة خليج تونكين

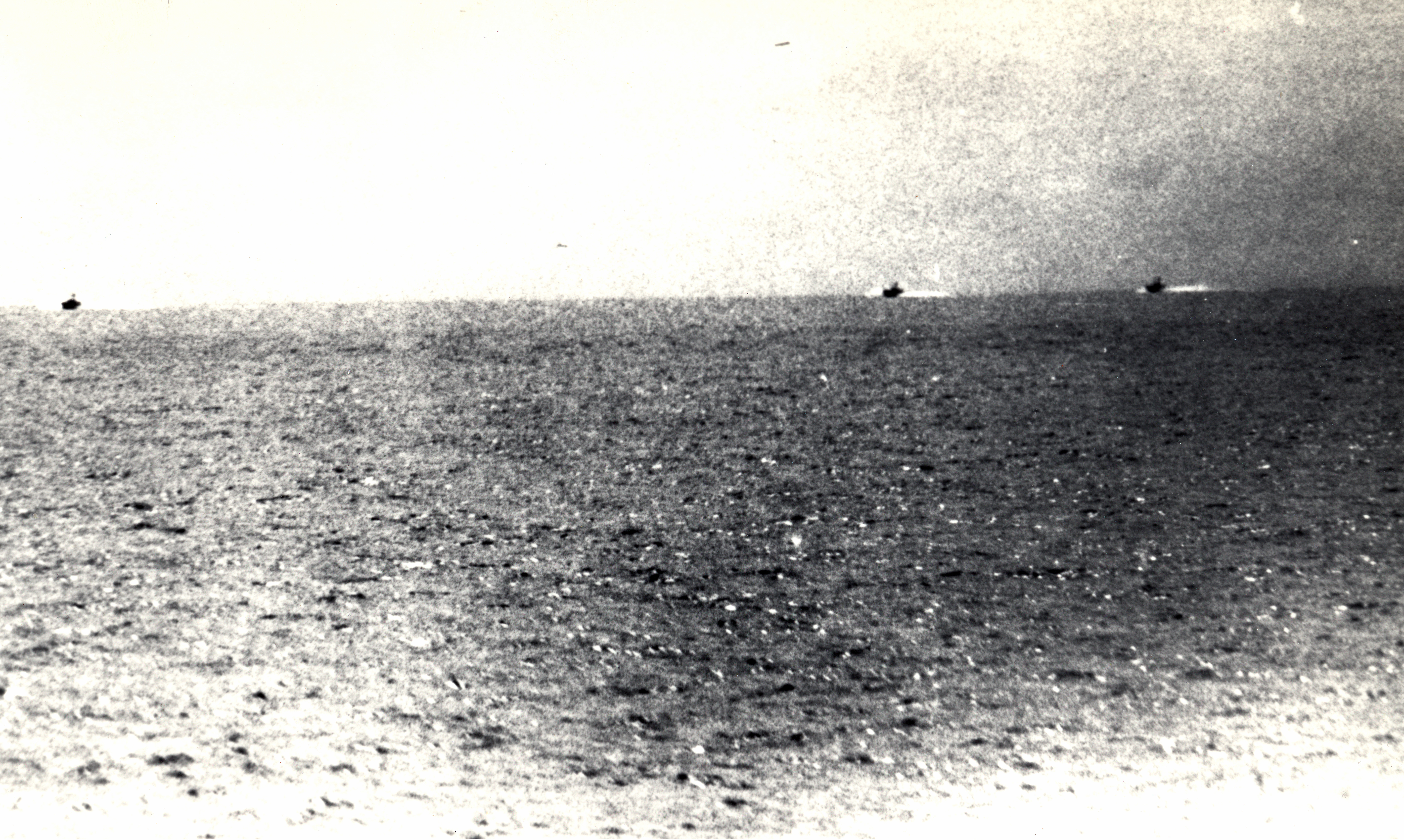
تم التقاط هذه الصورة من يو إس إس مادوكس في الثاني من أغسطس عام 1964 وتوضح بعض الزوارق الدورية لفيتنام الشمالية.

ويتم الزعم بأن حادثة خليج تونكين هي هجمتان قامت القوات البحرية التابعة لجمهورية فيتنام الديمقراطية (والتي تُعرف عادةً بشمال فيتنام) بشنِهما على المدمرتين الأمريكيتين يو إس إس مادوكس ويو إس إس ترنر جوي. كما يتم الزعم بأنها شنَّت هاتين الهجمتين في الثاني والرابع من أغسطس عام 1964 في خليج تونكين، وتشير الأبحاث الأخيرة التي شملت البيان الصادر عن وكالة الأمن القومي في عام 2005 أن الهجمة الثانية لم تحدث على الأرجح، غير أن هذه الأبحاث سعت في الوقت نفسه إلى تكذيب إدعاء البعض منذ فترة طويلة أن أعضاء إدارة الرئيس ليندون بينيس جونسون قد زيّفت حقيقة هذه الحادثة عن عمد، وقد أسفرت هذه الحادثة عن تصديق الكونغرس لقرار دول جنوب شرق آسيا (المعروف أكثر باسم قرار خليج تونكن) والذي خوّل لجونسون السلطة في مساعدة أي دولة تقع في جنوب شرق آسيا وتعتبر مهددة «بالعدوان الشيوعي». بينما اعتبر جونسون هذا القرار بمثابة مبررٍ قانوني لتصعيد التدخل الأمريكي في حرب فيتنام.

#### حرب الفوكلاند
جرت أحداث حرب جزر الفوكلاند في عام 1982 بين الأرجنتين والمملكة المتحدة، حيث تنازعت الدولتان على جزر الفوكلاند وجزر جورجيا الجنوبية وساندويش الجنوبية. وقد كان هجوم الأرجنتين على جزر جنوب المحيط الأطلسي بمثابة صدمةٍ كبرى لبريطانيا في بداية الأمر، ولكنّها قامت بعد ذلك بإنزال قوات واجب بحرية لمحاربة الأسطول الأرجنتيتي والقوات الجوية الأرجنتينية بالإضافة إلى استعادة السيطرة البريطانية على هذه الجزر وذلك عن طريق شن هجوم برمائي. وانتهت الحرب لصالح بريطانيا حيث كانت لها الغلبةُ الأولى وظلّت الجزر تحت سيطرتها.

#### تسليم قناة بنما
برغم ما حدث من جدال داخل الولايات المتحدة، فقد أدت عملية تسليم قناة بنماإلى سيطرة دولة بنما على منطقة القناة عن طريق هيئة قناة بنما (ACP). وقد تم تسليم قناة بنما ظُهر يوم الحادي والثلاثين من شهر ديسمبر لعام 1999، وقبل عملية التسليم عقدت الحكومة البنمية مزايدة على إبرام عقد مدته خمسة وعشرين عامًا لتشغيل موانئ شحن الحاويات بالقناة (أي المرفقين الواقعين عند منافذ المحيطين الأطلسي والهادئ بشكلٍ أساسي)، وقد رست هذه المزايدة على الشركة الصينية هاتشيسون وامبو وهي إحدى شركات الشحن البحري التي تقع في هونغ كونغ ويمتلكها لي كي شينج وهو أغنى رجل في آسيا. ومن أهم الشروط التي وضعتها الولايات المتحدة لتسليم القناة لهيئة قناة بنما هو الحياد الدائم للقناة والتصريحات الواضحة التي منحت الولايات المتحدة الأمريكية حق العودة إليها ثانيةً في أي وقت.

## القرن الحادي والعشرون

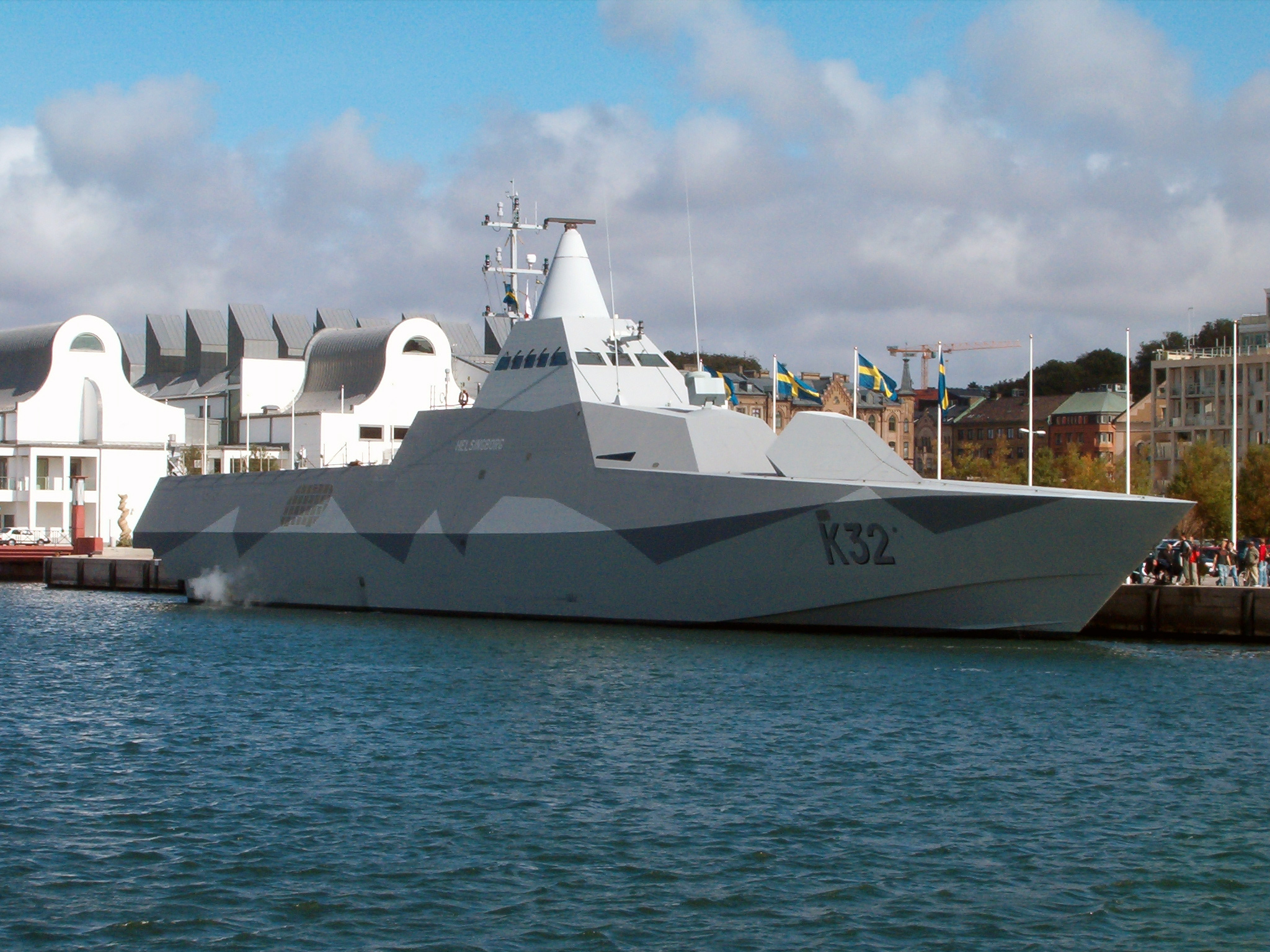
إتش إم إس هيلسينجبورج، وهي إحدى الطرادات التابعة للقوات البحرية السويدية من طراز طرادات فيسبي الحربية

منذ مطلع الألفية الثانية، تم البدء في بناء السفن الشبح. ويعتمد بناء هذه السفن على تقنية التخفي من أجل ضمان صعوبة تعقبها من قبل أجهزة الرادار أو الوسائل البصرية أو السونار أو الأجهزة التي تعمل بالأشعة تحت الحمراء أو جميعها. تم اقتباس هذه التقنية من تقنية طائرة الشبح بخلاف بعض العناصر التي ينفرد بها تصميم سفينة الشبح كقلّة أثر السفينة في الماء.
تتمثل بعض التغييرات الاجتماعية الرئيسية في هذه الفترة في شَغل النساء لوظيفة الأدميرال بالقوات البحرية الدفاعية، ومنحِهن حق العمل في الغواصات وتعيينهن نقباء في سفن الرحلات البحرية. فقد تم تعيين كلٍ من ليز لوريتزن (Liz Lauritzen) وكارين ستارهي جانسون (Karin Stahre-Janson) وإنجر أولسن (Inger Olsen) وسارة بريتون (Sarah Breton) قباطنة في سفن الرحلات البحرية كونارد (Cunard) ورويال كاريبيان (Royal Caribbean) وبي أند أو (P&O) 
ومع زيادة الجرائم التي يتم ارتكابها على متن سفن الرحلات البحرية - كالقتل والاغتصاب والسرقة واختفاء الركاب في البحر - تم تسليط قدر أكبر من الضوء على السفن التي تقع في الأماكن التي تشتهر بممارسة الأنشطة الاجتماعية البَغيضة.

## وصلات خارجية
- كوريوليس: مجلة دورية متعددة التخصصات في الدراسات البحرية
- اللجنة الدولية للتاريخ البحري نسخة محفوظة 6 أبريل 2008 على موقع واي باك مشين.
- معهد التاريخ البحري ، مؤسسة غير ربحية تركز على البحث والحفظ والتعليم في البحث والحفظ والتعليم
- جمعية البحوث البحرية
- اتحاد التاريخ البحري وبحوث علم الآثار (جامعة السوربون)
- الاتحاد الدولي لتاريخ المواصلات والمرور والنقل[وصلة مكسورة]